# Propuestas de Estados Unidos para adquirir Groenlandia

Un mapa que muestra las ubicaciones de los Estados Unidos (naranja) y Groenlandia (verde)

Desde el siglo XIX, Estados Unidos ha considerado y realizado varios intentos de comprar la isla de Groenlandia a Dinamarca, como hizo con las Indias Occidentales Danesas en 1917. Las discusiones internas dentro del gobierno de los Estados Unidos sobre la adquisición de Groenlandia ocurrieron notablemente en 1867, 1910, 1946 y 2019, y la adquisición ha sido defendida por los ex secretarios de Estado estadounidenses William H. Seward y James F. Byrnes, en privado por el exvicepresidente Nelson Rockefeller y públicamente por el presidente Donald Trump, entre otros. Después de la Segunda Guerra Mundial, Estados Unidos ofreció en secreto comprar Groenlandia; el debate público sobre la compra de la isla se produjo después de la reelección de Trump en 2024.
Si bien Groenlandia es un territorio autónomo dentro del Reino de Dinamarca, las autoridades groenlandesas y danesas han afirmado públicamente el derecho de la isla a la autodeterminación y han declarado que Groenlandia "no está en venta". Muchos groenlandeses apoyan la independencia y muchos daneses consideran los vínculos históricos con Groenlandia como parte integral de la identidad nacional danesa.
Estados Unidos ha considerado durante mucho tiempo que Groenlandia es vital para la seguridad nacional. A principios del siglo XX, incluyó a Groenlandia entre varias posesiones europeas en el hemisferio occidental para apoderarse de ellas y fortificarlas preventivamente en caso de una amenaza de ataque contra Estados Unidos. Durante la Segunda Guerra Mundial, Estados Unidos invocó su Doctrina Monroe y ocupó Groenlandia para impedir su uso por parte de Alemania tras la ocupación alemana de Dinamarca. El ejército estadounidense permaneció en Groenlandia después de la guerra y, en 1948, Dinamarca abandonó sus intentos de persuadir a Estados Unidos para que se marchara. Al año siguiente, ambos países se convirtieron en miembros de la alianza militar de la OTAN. Un tratado de 1951 otorgó a Estados Unidos un papel importante en la defensa de Groenlandia. Hoy en día hay una base militar allí: la Base Espacial Pituffik.

## Groenlandia

### Estatus político
Groenlandia es un territorio autónomo dentro del Reino de Dinamarca. En 1953 Dinamarca añadió formalmente lo que entonces era su colonia al reino. El gobierno de Groenlandia tiene autoridad sobre los asuntos internos de Groenlandia, mientras que Dinamarca es responsable de sus asuntos exteriores y defensa.
Según la legislación danesa, la independencia de Groenlandia es posible en cualquier momento con base en la Ley de Autogobierno de 2009, después de un referendo en Groenlandia y la aprobación del parlamento danés. Groenlandia otorga a Dinamarca un papel en el Ártico: es miembro del Consejo Ártico y, como uno de los cinco estados ribereños del Ártico, es signatario de la Declaración de Ilulissat. La primera encuesta sobre política exterior en la isla, realizada en 2021 por la Fundación Konrad Adenauer, reveló que el 68 % de los isleños querían una mayor cooperación con Dinamarca. Martin Breum, del Consejo Ártico, dijo que el hallazgo no era contradictorio con el fuerte apoyo a la independencia, ya que muchos partidarios creen que la cooperación con Dinamarca después de la independencia sería voluntaria para Groenlandia.
El erudito islandés Gudmundur Alfredsson dijo que la isla debería considerar a Dinamarca como uno de sus varios competidores, y que Estados Unidos o Canadá podrían proporcionar más financiación. La encuesta de 2021 encontró que el 85 % de los isleños querían una mayor cooperación con Canadá, lo que Breum interpretó como querer vínculos más estrechos con los inuit de Nunavut y no con Canadá en su conjunto; "Si estoy en lo cierto, esto podría molestar a algunas personas influyentes en Nuuk" que han restado importancia a los lazos transnacionales inuit y al apoyo al Consejo Circumpolar Inuit, dijo.

### Defensa
Groenlandia no tiene ejército propio. Como territorio de Dinamarca, el ejército danés es responsable de su defensa y la isla está dentro del área supervisada por la alianza militar de la OTAN. El Comando Conjunto del Ártico es la rama militar danesa responsable de Groenlandia. En 2020, el Comando Ártico de Dinamarca tenía cuatro barcos, cuatro helicópteros, un avión de patrulla marítima, seis trineos y 80 perros para patrullar la isla. El ejército danés tiene personal basado en Nuuk, Kangerlussuaq, Daneborg, Nord, Mestersvig, Kangilinnguit y un destacamento de enlace en la base aérea de Thule. En 2019, Dinamarca anunció que invertiría unos 1500 millones de coronas danesas para vigilar Groenlandia. En diciembre de 2024, anunció planes para aumentar su presencia militar en Groenlandia con más personal, barcos de patrulla, drones de largo alcance y la modernización de un aeropuerto para recibir aviones Lockheed Martin F-35 Lightning II después de las demandas estadounidenses de un mayor gasto en defensa danesa, incluso por parte de la primera administración Trump.
Alex Gray, jefe de gabinete del Consejo de Seguridad Nacional de Estados Unidos durante la primera presidencia de Trump, dijo que los daneses "entienden que no tienen la capacidad de defender a Groenlandia después de la independencia". El ejército danés es más pequeño que el Departamento de Policía de Nueva York. Estados Unidos "aceptó la obligación legal de defender de cualquier ataque" a Groenlandia en un tratado de 1951 con Dinamarca. Tiene bases allí desde la Segunda Guerra Mundial y posee el ejército más grande de la alianza. El Acuerdo de Defensa de Groenlandia de 1951 permitió a Estados Unidos mantener sus bases militares en Groenlandia y establecer nuevas bases o "zonas de defensa" si la OTAN lo consideraba necesario. El ejército estadounidense podía utilizar y moverse libremente entre estas áreas de defensa, pero no debía infringir la soberanía danesa en Groenlandia. En la actualidad, la única base militar estadounidense en Groenlandia es la Base Espacial Pituffik (antes Base Aérea Thule). El Acuerdo Igaliku de 2004 entre Dinamarca, Groenlandia y los Estados Unidos establecía que la Base Aérea Thule era la única zona de defensa estadounidense en Groenlandia y que los Estados Unidos debían informar a Dinamarca y Groenlandia de cualquier cambio. Por lo tanto, Estados Unidos no puede aumentar su presencia militar sin el consentimiento de Dinamarca y Groenlandia. Dinamarca tiene poca capacidad para actuar en Groenlandia, donde está en juego la seguridad nacional de Estados Unidos. Sin embargo, la presencia estadounidense ayuda a garantizar la autoridad danesa sobre la isla y le permite gastar menos en defensa y evitar tener tropas extranjeras en suelo danés.

Sistema de alerta
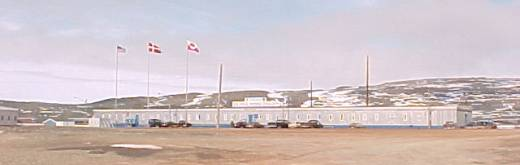
Base espacial Pituffik
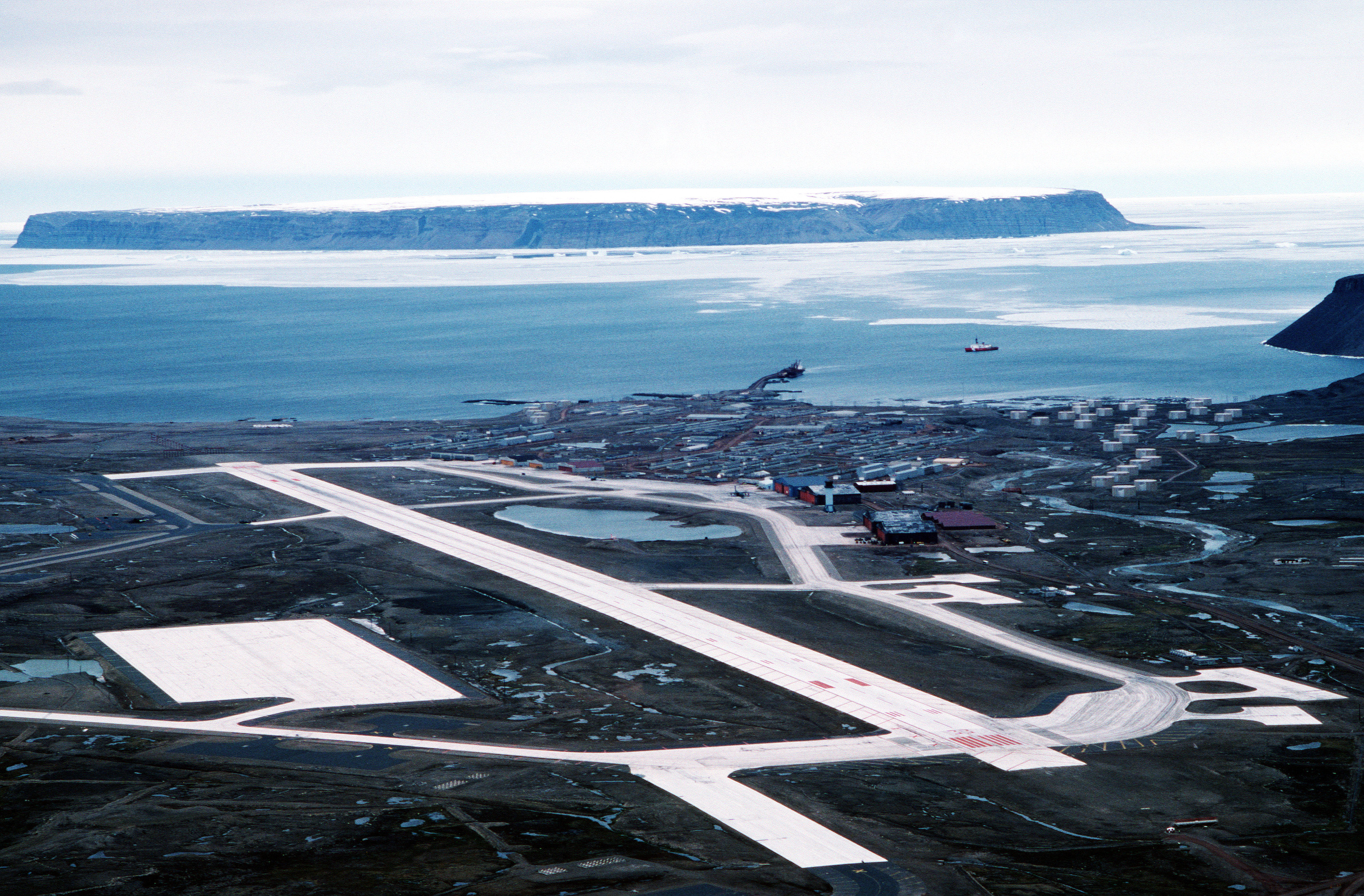
Vista aérea de la base espacial Pituffik, isla Appat al fondo
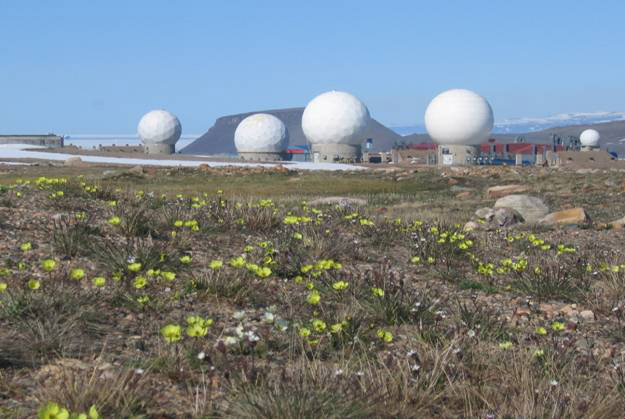
Estación de tierra satelital
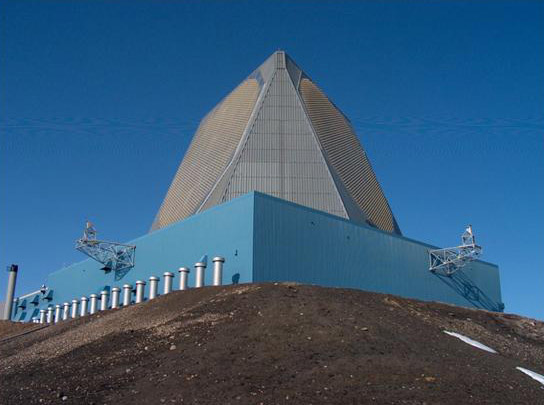
Estación de radar fija de dos lados del 12.º Escuadrón de Alerta Espacial (12th Space Warning Squadron)

Los gobiernos de Groenlandia han manifestado su intención de unirse a la OTAN como país independiente, acogen con satisfacción el creciente interés de los Estados Unidos, y no se oponen a la presencia militar estadounidense si la isla se beneficia de inversiones en empleos e infraestructura. La encuesta de 2021 encontró que el 69 % de los groenlandeses deseaban una mayor cooperación con Estados Unidos y el 75 % veía a la OTAN con buenos ojos.

### Economía
A 2021 El PIB anual de Groenlandia fue de $3 mil millones, el 0,007 % del de los Estados Unidos. Se estima que su población en edad laboral disminuirá en un 16 % para 2040. A 2017 Dinamarca es, con diferencia, el mayor socio comercial de Groenlandia, recibiendo el 55 % de las exportaciones de la isla y proporcionando el 63 % de las importaciones. A 2023 subvenciona a Groenlandia con 5.600 millones de coronas anuales, frente a los 3600 millones de coronas de 2009. La mayor industria privada de la isla es la pesca. Con una superficie de 2 166 086 km², posee vastos recursos naturales, incluidos uranio, minerales de tierras raras y unos 50 000 millones de barriles de petróleo y gas en alta mar. Sin embargo, Groenlandia solo tiene una mina en funcionamiento y poca infraestructura; Groenlandia tiene un aeropuerto internacional comercial y no hay carreteras que conecten las 17 ciudades. El cuarenta y tres por ciento de los groenlandeses trabajan para el gobierno, en comparación con el 15 % en los Estados Unidos. El ingreso disponible per cápita de la isla es el más bajo del Ártico, aparte del de Rusia, y menos de un tercio del del estado estadounidense de Alaska. Los inversores daneses tienen poca presencia en Groenlandia, aunque una quinta parte de los groenlandeses vive en Dinamarca. Aunque Dinamarca ha cedido el control sobre las materias primas a la isla, un informe de 2014 afirmó que reemplazar el subsidio requeriría 24 grandes proyectos con un costo de 5 mil millones de coronas cada uno, uno comenzado cada dos años. Como no existían inversores para tales proyectos, el informe de 13 académicos dijo que Groenlandia seguiría dependiendo del subsidio danés durante al menos 25 años para mantener su sistema de bienestar.

## Objetivos de una adquisición

### Defensa del territorio continental de Estados Unidos
La adquisición de Groenlandia daría a Estados Unidos el control de una isla que considera crucial para su defensa. Reuters describió a Groenlandia en octubre de 2020 como "un agujero negro de seguridad" para Estados Unidos y sus aliados, y dijo que sus 27 000 millas (44 000 km) de costa eran difíciles de monitorear. "En varias ocasiones desde 2006, barcos extranjeros han aparecido inesperadamente o sin los protocolos necesarios en aguas que Dinamarca, miembro de la OTAN, pretende defender", informó la agencia de noticias. La detección de buques extranjeros, incluido un submarino ruso, se ha producido a menudo por casualidad. Una amenaza potencial para la seguridad son los barcos rusos que, según se cree, tienen la capacidad de interceptar cables submarinos o cortarlos durante un conflicto. Un estudio de 2021 de la organización RAND expresó preocupación por la posibilidad de que Groenlandia "pudiera verse seducida hacia la órbita de Rusia o China" si lograra la independencia de Dinamarca.

#### Control de la brecha GIUK

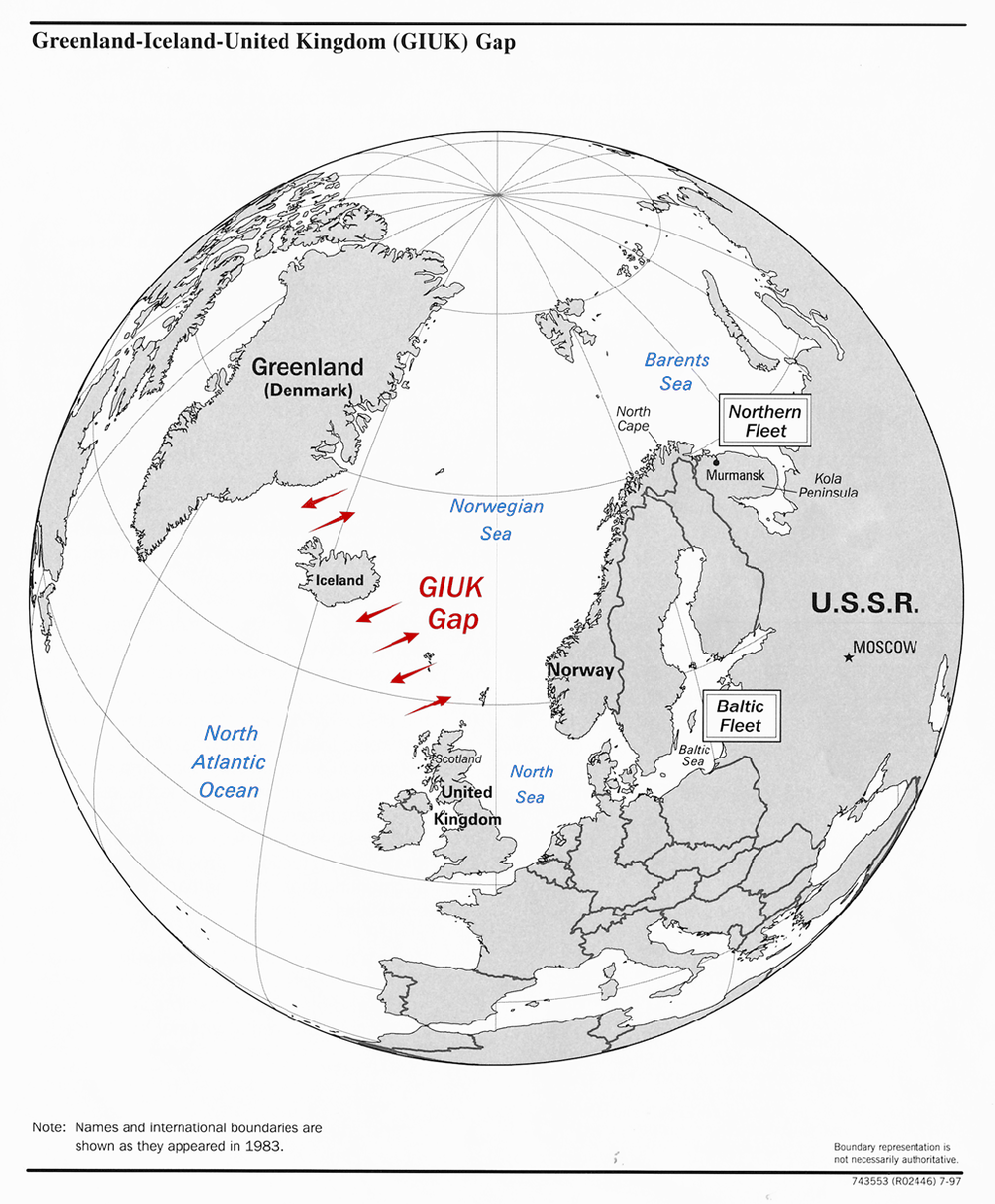
La brecha GIUK en el Atlántico Norte (que muestra las fronteras internacionales a partir de 1983)

Estados Unidos considera que el control de GIUK (brecha Groenlandia-Islandia-Reino Unido) es fundamental para la defensa marítima del este de Estados Unidos, y que el acceso sin obstáculos a Groenlandia es necesario para controlarla. Una prioridad de los Estados Unidos en tiempos de guerra es "cerrar la brecha" o impedir que una armada adversaria salga del Mar de Noruega y se acerque a los Estados Unidos. En 1957, Estados Unidos dirigió el Ejercicio Strikeback, el mayor ejercicio naval en tiempos de paz de la historia, centrado en impedir que una agresiva "Flota Naranja" cruzara la brecha, lo que se lograría mediante un bloqueo naval que involucrara a cientos de buques de guerra. Durante gran parte de la Guerra Fría, la importancia de cerrar la brecha era evitar que los submarinos de misiles balísticos soviéticos navegaran hasta estar dentro del alcance de tiro de Washington D. C. y Nueva York.
Con la mejora del alcance de los misiles soviéticos (y, más tarde, rusos), la importancia del control de la brecha disminuyó, pero volvió a ser una prioridad a principios del siglo XXI, cuando aumentó la amenaza de la guerra híbrida. Rusia incrementó su actividad naval allí, como parte de una importante expansión de su presencia en el Ártico. Ha aumentado la cooperación con China, que desea una Ruta de la Seda Polar. Desde entonces, Estados Unidos ha realizado anualmente el Ejercicio Northern Viking. Los ejercicios, en los que participan la Sexta Flota de los Estados Unidos, las Fuerzas Navales Permanentes, la Policía y la Guardia Costera de Islandia, se centran en responder a una amenaza contra la integridad de la brecha.

#### Seguridad de las aproximaciones aéreas hacia América del Norte
Estados Unidos considera que el espacio aéreo de Groenlandia es vital para su propia defensa aérea y la de Canadá. Estados Unidos ha exigido a Dinamarca una mejor vigilancia del espacio aéreo sobre Groenlandia y, en 2022, un estudio de RAND sugirió integrar Groenlandia al Comando de Defensa Aeroespacial de América del Norte (NORAD) como medio para mitigar las deficiencias de las defensas aéreas danesas.

#### Estabilidad de los programas de defensa espacial
"The Arctic is perhaps the shortest and least defended threat vector to North America, and that’s what makes it so important." ["El Ártico es quizás el vector de amenaza más corto y menos defendido para América del Norte, y eso es lo que lo hace tan importante".]
Teniente general Thomas Carden (Vicecomandante- NORAD), 23 de julio de 2024

Las operaciones militares contemporáneas se han vuelto dependientes de los satélites en órbita polar. Según SpaceNews, al abordar el tema de Groenlandia, "cualquier satélite en una órbita polar o heliosincrónica, como los de las constelaciones críticas de comunicaciones, imágenes y monitoreo meteorológico, requiere una estación terrestre en el Ártico para un seguimiento, telemetría y control constantes a lo largo de cada revolución". La base de la Fuerza Espacial de los Estados Unidos en Groenlandia, la Base Espacial Pituffik, es una de las dos únicas instalaciones en el Ártico disponibles para los Estados Unidos; la otra es la Estación Espacial Internacional en Alaska. La posible pérdida de la Base Espacial Pituffik tras la independencia de Groenlandia dejaría a Estados Unidos sin redundancia y, según SpaceNews, "tendría graves consecuencias tanto para un conflicto futuro como para el normal funcionamiento de las operaciones en órbita".
El 9 de enero de 2025, el representante estadounidense Mike Haridopolos emitió una declaración en la que apoyaba la adquisición de Groenlandia por parte de Estados Unidos por razones de seguridad espacial, y comentó que "es una parte fundamental para garantizar la seguridad de nuestra nación ahora y en el futuro... Estados Unidos no puede permitirse ceder ni un centímetro en el espacio o en el Ártico". Anteriormente, en julio de 2024, el teniente general del ejército de los Estados Unidos Thomas Carden, al comentar sobre el despliegue de activos espaciales militares, describió el Ártico como "el vector de amenaza más corto y menos defendido para América del Norte".

### Acceso a los recursos naturales

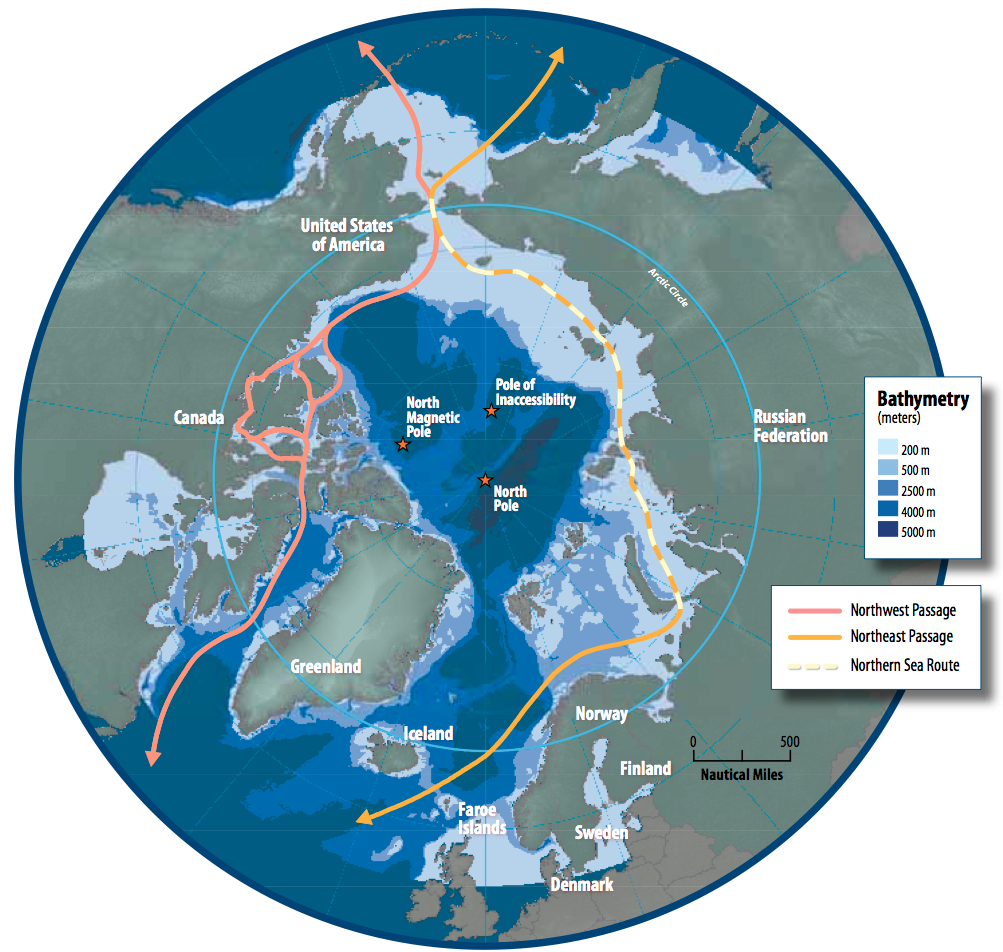
Mapa de la región del Ártico que muestra la Ruta del Mar del Norte, en el contexto del Paso del Noreste y el Paso del Noroeste

Estados Unidos podría obtener acceso a grandes cantidades de recursos naturales, incluidos petróleo y minerales raros; la isla tiene los mayores depósitos de tierras raras fuera de China. El cambio climático podría hacer que, de aquí a 2030, la Ruta del Mar del Norte sea la primera de las rutas de navegación del Ártico libre de hielo,  conectando los océanos Atlántico y Pacífico y haciendo más accesibles los recursos de Groenlandia.

### Expansión territorial
Si Groenlandia se convirtiera en parte de Estados Unidos, este país se convertiría en el segundo país más grande del mundo en superficie, después de Rusia (desplazando a Canadá y China). Sería la mayor adquisición territorial en la historia de Estados Unidos, ligeramente mayor que la Compra de Luisiana.

## Historia

### Reivindicaciones tempranas sobre Groenlandia
Los pueblos paleoesquimales habían vivido en Groenlandia periódicamente desde aproximadamente el año 2500 a. C. Los nórdicos comenzaron a poblar la zona deshabitada del sur de Groenlandia a partir del siglo X d. C.. En 1261, los asentamientos vikingos en el sur de Groenlandia aceptaron el señorío noruego. Estas colonias desaparecieron en el siglo XV, pero las reivindicaciones territoriales de Noruega sobre Groenlandia continuaron siendo defendidas por Dinamarca-Noruega después de la unión de los reinos danés y noruego en 1537. A partir de 1721, misioneros y comerciantes de Dinamarca y Noruega comenzaron a recolonizar el sur de Groenlandia. En 1775, Dinamarca-Noruega declaró a Groenlandia colonia. Cuando Dinamarca y Noruega se separaron en 1814, Dinamarca conservó Groenlandia en virtud del Tratado de Kiel. Dinamarca comenzó a intentar colonizar toda Groenlandia en la década de 1880, y declaró la soberanía sobre toda la isla en 1921.
Estados Unidos podría haber impugnado la reclamación de Dinamarca sobre Groenlandia. Gran parte del norte de Groenlandia no había sido cartografiada cuando se firmó el Tratado de Kiel en 1814. Durante la expedición Polaris de principios de la década de 1870, el estadounidense Charles Francis Hall fue el primer forastero en ver el noroeste de Groenlandia, décadas antes del primer asentamiento permanente de Dinamarca en la región en 1909. Entre 1886 y 1909, el estadounidense Robert Peary fue el primer extranjero en explorar el extremo norte de Groenlandia y reclamó gran parte de la zona para los Estados Unidos.
A pesar del Tratado de Kiel, Noruega había utilizado durante mucho tiempo la costa este de la isla y se opuso a la declaración danesa de 1921. Afirmó que un acuerdo de 1924 entre los dos países no respaldaba la soberanía danesa sobre toda la isla, y en 1931 reclamó el este de Groenlandia como la Tierra de Erik el Rojo. Un fallo de la Corte Internacional de Justicia de 1933 reconoció la soberanía danesa sobre toda la isla. Noruega acató esta decisión, aunque renovó brevemente su reclamación durante el régimen de Quisling.

### Propuesta de 1867

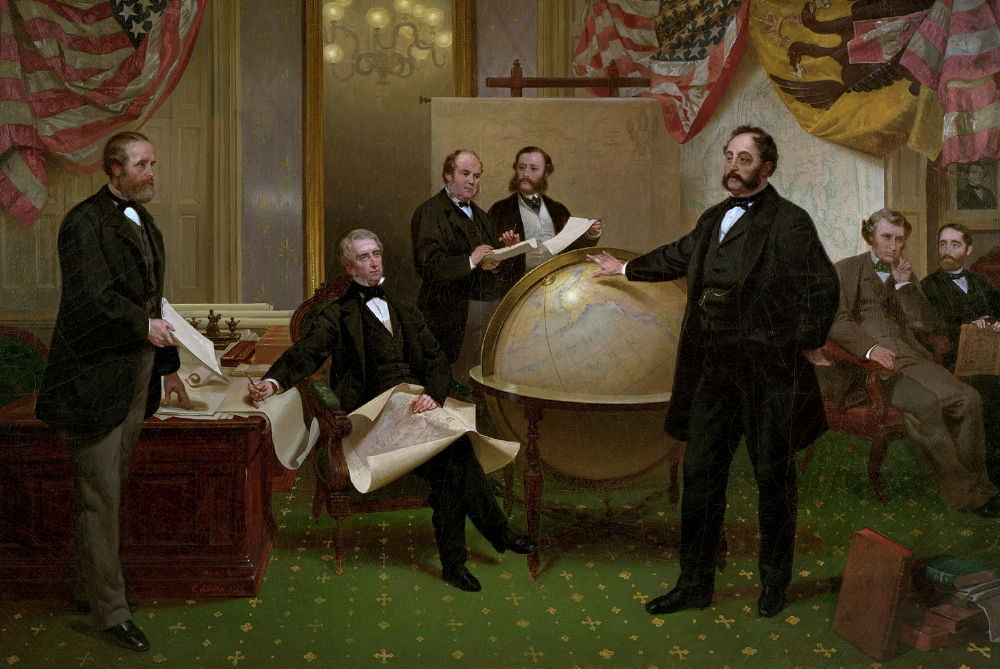
El secretario de Estado de los Estados Unidos, William H. Seward (en la foto, sentado en el centro), encargó en 1868 un informe sobre la viabilidad de la adquisición de Groenlandia por parte de Estados Unidos.

En 1867, el secretario de Estado de los Estados Unidos, William H. Seward, negoció la compra de Alaska al Imperio ruso. Ese año consideró que la idea de la anexión por parte de Estados Unidos de Groenlandia e Islandia era una idea "digna de seria consideración". Robert J. Walker, al igual que Seward, defensor del expansionismo norteamericano, presentó a Seward un informe del United States Coast Survey que el secretario de Estado había solicitado sobre las dos islas. El gobierno publicó un informe sobre los recursos de Islandia y Groenlandia. Seward quería animar a los estadounidenses a apoyar una posible oferta de compra, por lo que el informe describía muy positivamente la "inusual salubridad" de Groenlandia y sus grandes cantidades de pescado, caza y minerales. La anexión también alentaría a Canadá —entre territorio estadounidense al este y al oeste— a unirse a los Estados Unidos, predijo el informe.
En 1868, las negociaciones del secretario para comprar Groenlandia e Islandia a Dinamarca por 5,5 millones de dólares en oro estaban, según se informa, "casi completadas" pero Seward no hizo ninguna oferta, probablemente porque el Congreso no aprobó un tratado para adquirir las Indias Occidentales danesas.  El presidente Andrew Johnson era muy impopular entre los republicanos en el Congreso, y aunque Seward también era republicano, su asociación con Johnson hacía improbable la aprobación de sus propuestas.

### Propuesta de 1910
En 1910, el embajador de Estados Unidos en Dinamarca, Maurice Francis Egan, discutió dentro del gobierno estadounidense una propuesta para la adquisición de Groenlandia. Como sugirieron "personas importantes" danesas que eran amigas de Egan, Estados Unidos intercambiaría Mindanao y Palawan por Groenlandia y las Indias Occidentales danesas; Dinamarca podría entonces intercambiar Mindanao y Palawan con Alemania por el norte de Schleswig. Dinamarca recuperó el norte de Schleswig de Alemania después de la derrota alemana en la Primera Guerra Mundial tras los plebiscitos de Schleswig de 1920.

### Tratado de las Indias Occidentales Danesas
"... the undersigned Secretary of State of the United States of America, duly authorized by his Government, has the honor to declare that the Government of the United States of America will not object to the Danish Government extending their political and economic interests to the whole of Greenland." ["... el infrascrito Secretario de Estado de los Estados Unidos de América, debidamente autorizado por su Gobierno, tiene el honor de declarar que el Gobierno de los Estados Unidos de América no se opondrá a que el Gobierno danés extienda sus intereses políticos y económicos a toda Groenlandia."]
Robert Lansing, firmado en Nueva York, el 4 de agosto de 1916

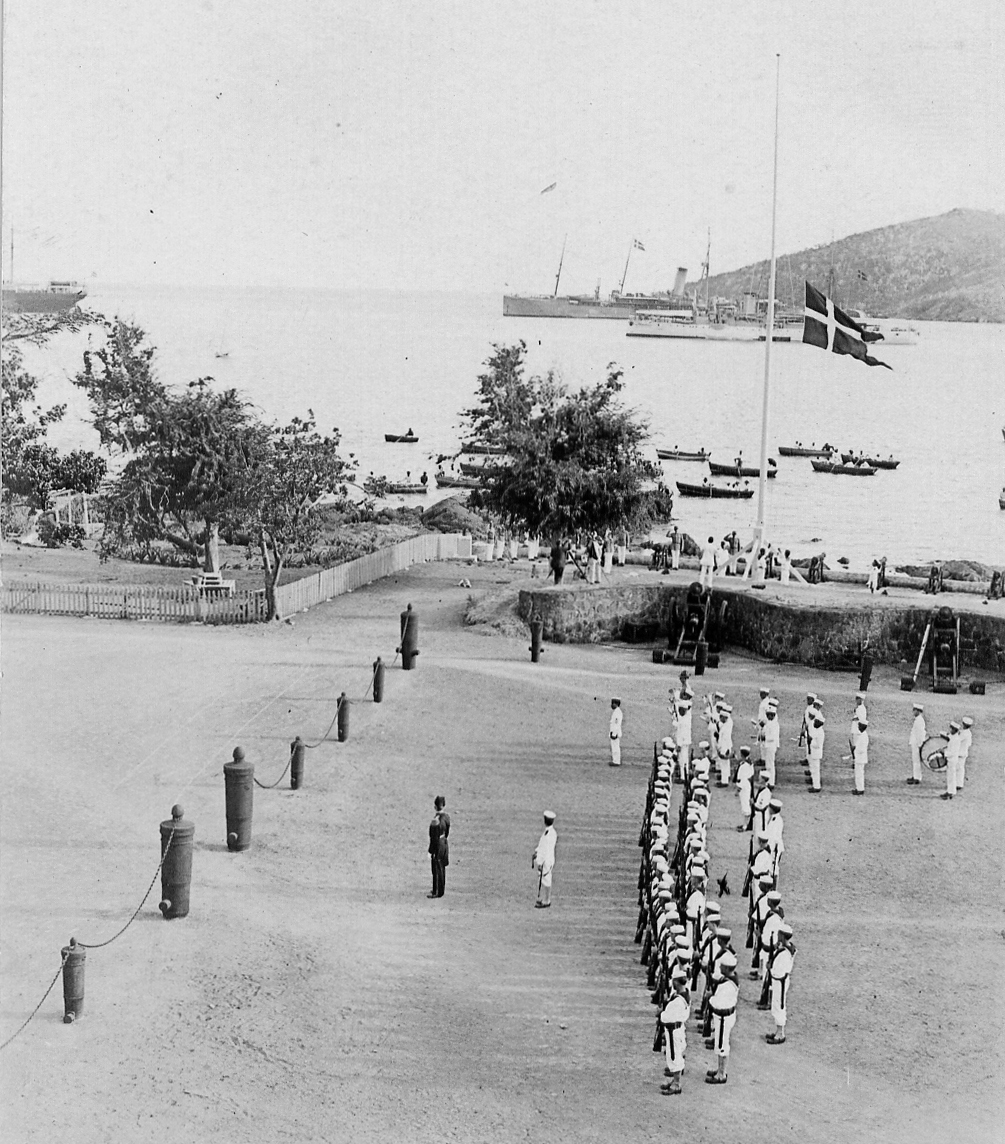
En la imagen, la evacuación danesa de Santa Cruz, después de la adquisición de las Indias Occidentales Danesas por parte de Estados Unidos en 1917.

Otro intento estadounidense de comprar las Indias Occidentales danesas fracasó en 1902, esta vez porque el parlamento danés no aprobó el tratado. Durante la Primera Guerra Mundial, Estados Unidos volvió a querer comprar las Indias Occidentales danesas. Dinamarca exigió que Estados Unidos reconociera primero el reclamo danés sobre la totalidad de Groenlandia. En 1916, el secretario de Estado estadounidense Robert Lansing, emitió una declaración en la que afirmaba que Estados Unidos "no se opondrá a que el Gobierno danés extienda sus intereses políticos y económicos a toda Groenlandia". Dinamarca vendió las Indias Occidentales Danesas a los Estados Unidos, que pasaron a llamarse Islas Vírgenes de los Estados Unidos y se convirtieron en un territorio no incorporado de los Estados Unidos.
La oposición estadounidense impidió que el Reino Unido intentara obtener un derecho de preferencia si Dinamarca alguna vez decidía vender. Los británicos actuaron después de que John Douglas Hazen propusiera con éxito en la Conferencia de Guerra Imperial que el Imperio Británico comprara Groenlandia para Canadá para evitar que Estados Unidos la adquiriera.
Desde 1823, Estados Unidos se ha opuesto, en la Doctrina Monroe, a la expansión de la soberanía extranjera en las Américas. La declaración de Lansing fue una excepción a la doctrina e influyó en otros países. En 1919, Dinamarca pidió a otras naciones que reconocieran su soberanía sobre Groenlandia. Canadá aconsejó a Gran Bretaña que lo hiciera en 1920, y Gran Bretaña reiteró que debía ser consultada antes de cualquier venta; Francia, Japón, Italia y Suecia no tenían reservas. Dinamarca declaró formalmente su soberanía sobre toda Groenlandia en 1921. Noruega renovó su reclamación sobre la Tierra de Erik el Rojo en 1931, pero dos años más tarde la Corte Permanente de Justicia Internacional falló en contra del país, encontrando que la reclamación había sido transferida a Dinamarca en 1814.
Peary alentó a los Estados Unidos a hacer valer su reclamo sobre Groenlandia, creyendo que no hacerlo violaba la Doctrina Monroe. Quería comprar la isla por su riqueza mineral y para evitar bases extranjeras que, a medida que mejorara la tecnología aérea y marítima, amenazarían a su país. Durante la Primera Guerra Mundial, Estados Unidos decidió que era más importante obtener las Indias Occidentales Danesas para defender el Canal de Panamá, pero en la década de 1920 el general Billy Mitchell, abogando por expandir las fuerzas aéreas estadounidenses, quería bases estadounidenses en Groenlandia e Islandia.

### Segunda Guerra Mundial
En 1939, el personal del secretario de Estado de los Estados Unidos, Cordell Hull, le aconsejó que no ofreciera comprar Groenlandia. El secretario de Guerra de los Estados Unidos Harry H. Woodring dijo que la isla estaba demasiado lejos de las rutas marítimas o aéreas estadounidenses.
A principios de la década de 1940, el gobierno estuvo de acuerdo con la importancia de Groenlandia para la política ártica de los Estados Unidos. Antes de la Segunda Guerra Mundial, la isla era parte de Rainbow 4, un plan de contingencia para hacer frente a un asedio a América del Norte en el que Estados Unidos era atacado simultáneamente desde todas las direcciones por todas las grandes potencias. En Rainbow 4, las fuerzas estadounidenses tomarían preventivamente todas las posesiones holandesas, danesas y francesas en el hemisferio occidental (incluida Groenlandia) y las guarnecerían para formar un perímetro defensivo alrededor de los Estados Unidos.
La invasión alemana de Dinamarca el 9 de abril de 1940 complicó el estatus jurídico de Groenlandia en la Segunda Guerra Mundial. Debido a su proximidad a la América del Norte continental y a ser la única fuente significativa conocida de criolita, y a los intentos alemanes de utilizar la isla durante la guerra climática del Atlántico Norte, Estados Unidos aplicó por primera vez la Doctrina Monroe en las colonias europeas en el Océano Atlántico Norte.  Estados Unidos desembarcó personal armado de la Guardia Costera de los Estados Unidos del navío USCGC Northland (WPG-49) en Groenlandia para mantener el territorio. Antes del desembarco, los guardacostas fueron dados de baja formalmente del servicio y reconstituidos como una fuerza de "voluntarios" para crear una ficción legal que evitaría las acusaciones de una invasión estadounidense del país, siendo Estados Unidos neutral y el gobierno danés en el exilio no habiendo aceptado el desembarco.  Posteriormente, el gobierno danés aceptó la entrada oficial de las fuerzas estadounidenses en Groenlandia, y el ejército de los Estados Unidos ocupó la isla en 1941.  

### Propuesta de 1946

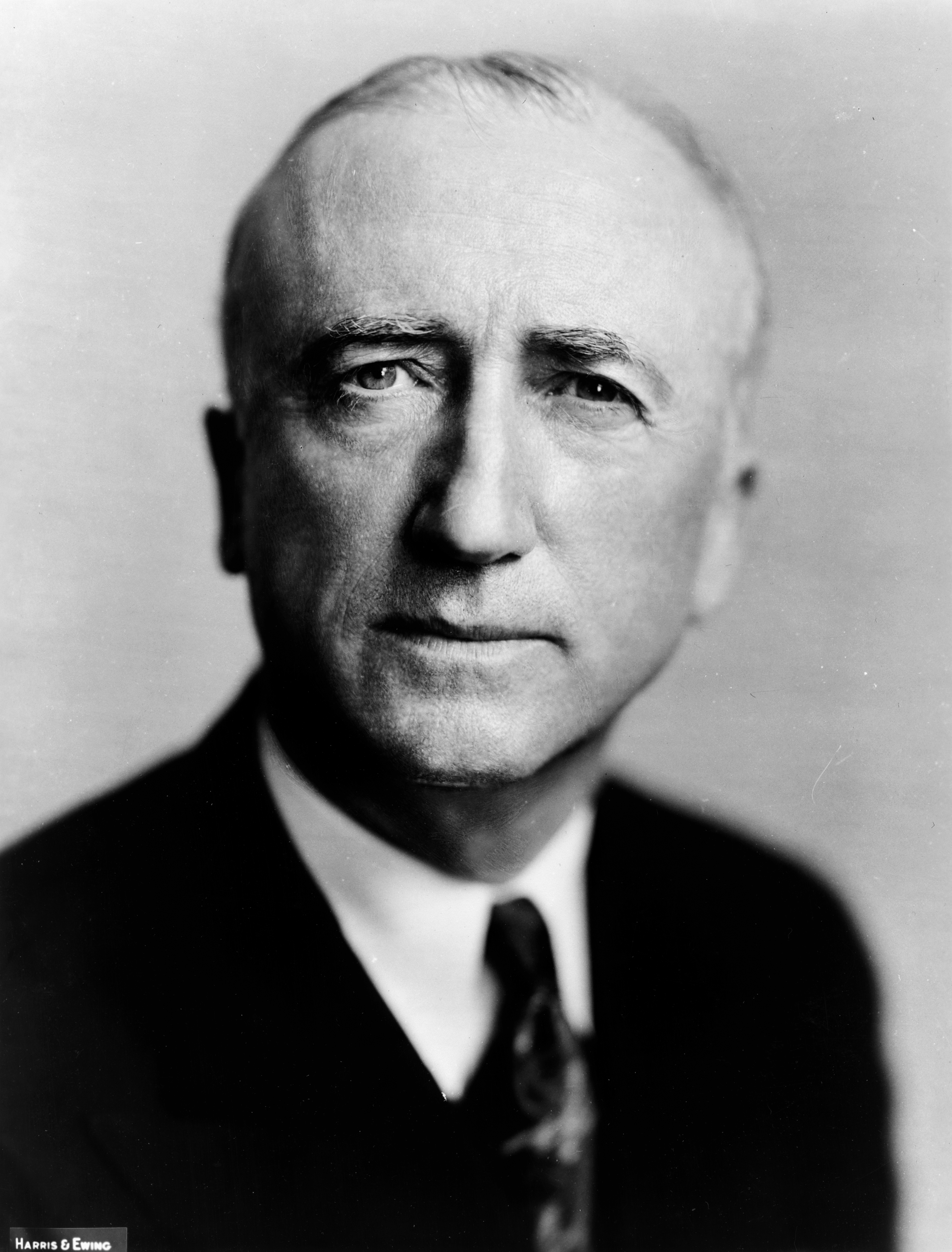
En 1946, el secretario de Estado de Estados Unidos, James Byrnes, ofreció 100 millones de dólares a Dinamarca a cambio de Groenlandia.

En 1946, el Estado Mayor Conjunto incluyó a Groenlandia e Islandia en la lista de dos de los tres destinos internacionales esenciales para las bases estadounidenses. Durante la creación de la OTAN, las dos islas fueron consideradas más importantes para la defensa estadounidense y canadiense que algunos países de Europa occidental;  Groenlandia está en la ruta polar más corta entre Washington y Moscú, y aproximadamente a mitad de camino entre las dos ciudades. 
En 1946, Estados Unidos ofreció a Dinamarca 100 millones dólares (mil millones de dólares en la actualidad) en lingotes de oro por Groenlandia.  El senador estadounidense Owen Brewster dijo en noviembre de 1945 que consideraba la compra de la isla "una necesidad militar". El comité de planificación y estrategia del Estado Mayor Conjunto determinó en abril de 1946 que la adquisición de la isla "completamente inútil para Dinamarca" era vital para los Estados Unidos.
William C. Trimble, del Departamento de Estado, argumentó que si bien "hay pocas personas en Dinamarca que tengan un interés real en Groenlandia, ya sea económico, político o financiero", su posesión daría a Estados Unidos áreas de preparación desde las cuales lanzar operaciones militares sobre el Ártico contra sus adversarios. Él sugirió un precio de $100 millones y discutieron una oferta alternativa de terrenos en Point Barrow, Alaska. Si se hubiera producido el comercio de Alaska, a partir de 1967 Dinamarca se habría beneficiado del yacimiento petrolífero de Prudhoe Bay, el descubrimiento de petróleo más rico en la historia de Estados Unidos.  El Secretario de Estado James F. Byrnes hizo la oferta de 100 millones de dólares el 14 de diciembre de 1946, en un memorándum entregado al ministro de Asuntos Exteriores danés Gustav Rasmussen cuando visitó Washington.  
El memorándum describía la posición estadounidense sobre qué hacer respecto a un acuerdo informal hecho en 1941 por el embajador danés en Estados Unidos, Henrik Kauffmann, para estacionar fuerzas estadounidenses en Groenlandia. Sugirió tres alternativas: dos variantes del acuerdo de 1941: un contrato de arrendamiento de 99 años de las bases estadounidenses existentes allí, o que Estados Unidos asumiera totalmente la defensa de la isla, o la compra de Groenlandia. Estados Unidos prefirió comprar y creyó que hacerlo era mejor para Dinamarca, ya que evitaría críticas a las bases estadounidenses en suelo danés y ahorraría a Dinamarca el costo de apoyar a Groenlandia.   El americano le dijo al danés que una venta "sería lo más claro y satisfactorio".
"Nuestras necesidades... parecieron sorprender a Rasmussen", dijo Byrnes. El memorándum de hecho sorprendió a los daneses; los rumores de la época afirmaban que Estados Unidos quería comprar Groenlandia, pero la posición del gobierno danés era que Estados Unidos retiraría sus tropas, basándose en el lenguaje del acuerdo Kauffmann de 1941 de que permanecería en vigor "hasta que se haya llegado a un acuerdo de que las amenazas actuales a la paz y la seguridad del continente americano han terminado". El gobierno danés comprendió que las amenazas eran la guerra mundial; no sabía que Estados Unidos entendía que esto incluía también las amenazas de posguerra de la Unión Soviética. 
Rasmussen rechazó las tres opciones y regresó a Dinamarca.  Le dijo al embajador de los Estados Unidos, Josiah Marvel, "aunque le debemos mucho a Estados Unidos, no siento que les debamos toda la isla de Groenlandia". La oferta estadounidense sorprendió a Rasmussen debido a la duplicidad de Kauffmann, quien con un amigo del Departamento de Estado de los Estados Unidos abogó por una presencia estadounidense en Groenlandia sin informar plenamente al gobierno danés. Kauffmann había minimizado en sus informes la importancia de las propuestas de adquisición o compra en la Cámara de Representantes de Estados Unidos, diciendo que la idea era considerada ridícula por el gobierno estadounidense, cuando en realidad no lo era.  Tampoco había transmitido partes importantes de una propuesta estadounidense de 1945 para mantener sus bases en la isla después de la guerra. Rasmussen visitó Washington en 1946 esperando anular el acuerdo de 1941, sin entender, debido a la duplicidad de Kauffmann, por qué no había sucedido nada con las propuestas previas del gobierno danés a ese respecto.
Al informar sobre el interés del ejército de los Estados Unidos en comprarlo, la revista Time afirmó en enero de 1947 que Lansing había cometido un error al renunciar al reclamo estadounidense sobre "la isla y el portaaviones estacionario más grande del mundo". La revista predijo que Groenlandia "sería tan valiosa como Alaska durante los próximos años" para la defensa. Time observó que a pesar del orgullo nacional, "Dinamarca le debe a Estados Unidos." Los inversores consiguieron 70 millones de dólares mientras el país tenía escasez de dólares,  y los rumores en Copenhague afirmaban que el precio de la isla sería de mil millones de dólares (11 mil millones de dólares en la actualidad), o casi cuatro veces la ayuda que Dinamarca recibió del Plan Marshall. 
La venta de Groenlandia podría haber facilitado el retorno a la neutralidad tradicional de Dinamarca y habría proporcionado fondos que el país necesitaba urgentemente después de la guerra. Sin embargo, todos los partidos políticos daneses rechazaron la venta de la isla cuando oyeron los rumores.  Jens Sønderup dijo en un debate presupuestario de 1947:

There have been rumours in the newspapers about America wishing to acquire Greenland. King Dollar is, so to speak, about to become a major factor in all areas. I am not aware of any approach concerning the purchase of Greenland, but assume that it is a given that we will not embark on anything in that respect. Should the Greenlanders desire another relationship or secession, that would be another matter, but in this respect there can be no question of any form of financial transaction. [En los periódicos se ha rumoreado que Estados Unidos quiere adquirir Groenlandia. El dólar estadounidense está a punto de convertirse, por así decirlo, en un factor importante en todos los ámbitos. No tengo conocimiento de que se haya tomado ninguna decisión en relación con la compra de Groenlandia, pero supongo que es un hecho que no emprenderemos nada en ese sentido. Si los groenlandeses desean otra relación o la secesión, eso sería otro asunto, pero en este sentido no puede hablarse de ninguna forma de transacción financiera.]

Rasmussen respondió en el debate que la idea era absurda y declaró que Dinamarca no estaba dispuesta de ninguna manera a ceder la soberanía sobre Groenlandia.  Las Indias Occidentales fueron sólo una inversión para los daneses, pero a partir de la Edad de Oro danesa del siglo XIX vieron a las colonias danesas de ultramar en el Atlántico Norte, incluida Groenlandia, como parte de su historia vikinga y su identidad nacional.  La isla era para Dinamarca algo similar a lo que el India británica era para el Reino Unido, y los daneses sentían una responsabilidad paternalista, propia de una "carga del hombre blanco", hacia su gente. Aunque Groenlandia no contribuía a la economía danesa, Dinamarca planeaba expandir el comercio y la extracción de recursos allí.
Al ofrecer comprar Groenlandia, Estados Unidos le dijo a Dinamarca que no era probable que abandonara el país nunca. Hasta dentro de una década Dinamarca no comprendería plenamente la importancia estratégica de la isla para Estados Unidos. La propia visión del gobierno danés sobre la seguridad nacional era más parroquial y no llegaba a considerar a Groenlandia como parte de ella.  El estatus legal del acuerdo de 1941 no estaba definido, con Estados Unidos todavía presionando para la compra y Dinamarca rechazando la oferta, dejando las cosas como estaban hasta la década de 1960.   
Después de las elecciones al Folketing danés de noviembre de 1947, el nuevo gobierno de Hans Hedtoft continuó y amplió la estrategia de duplicidad de Kauffmann. Ante el público danés, sostuvo que Estados Unidos se retiraría de Groenlandia como se esperaba. El gobierno de Hedtoft manifestó a Estados Unidos que su posición privada era que la presencia estadounidense permanecería. Su propia posición privada era persuadir a los Estados Unidos para que se retiraran. Kauffmann también continuó con su propia agenda personal. El gobierno danés no era hipócrita en un punto: no iba a ceder directamente Groenlandia a una potencia extranjera. 
Marvel le dijo a Rasmussen que no debía hacer nada que pudiera llevar a la divulgación de algo que había sucedido en la reunión de Rasmussen con Byrnes. El gobierno danés mantuvo en secreto los intereses estadounidenses ante el público, como parte de su propia estrategia. La oferta de 1947 estuvo clasificada hasta la década de 1970 y el Jyllands-Posten informó sobre ella en 1991. 

### Guerra fría
En la primavera de 1948, Dinamarca renunció a intentar persuadir a los estadounidenses para que se marcharan. Parte de la razón por la que el país se unió a la OTAN, escribió el ministro de Comercio Jens Otto Krag en su diario, fue que dado que "la ocupación parcial de facto de Groenlandia por parte de los Estados Unidos (que no tenemos el poder de prevenir)" haría que la Unión Soviética viera a su país como un aliado estadounidense, Dinamarca debería beneficiarse de la relación.  Un erudito escribió en 1950 que, a pesar de las negaciones oficiales de los rumores de una compra estadounidense, debido al gran gasto que Groenlandia representa para Dinamarca y a su importancia estratégica, "la posible venta de la isla a los Estados Unidos sigue siendo una posibilidad clara". Algunos daneses esperaban que, como miembro de la OTAN, Estados Unidos discutiría las cuestiones de Groenlandia de manera multilateral, o desalojaría las bases ya que Dinamarca era un aliado, pero eso no ocurrió. 
Después de la Segunda Guerra Mundial, Dinamarca no era capaz de defender a Groenlandia, una isla cubierta de hielo 50 veces más grande que ella.  En abril de 1951, Dinamarca y Estados Unidos firmaron el Acuerdo de Defensa de Groenlandia. Este acuerdo, que sustituye al de 1941, permite a este último país mantener sus bases militares en Groenlandia y establecer nuevas bases o "zonas de defensa" si la OTAN lo considera necesario. El ejército estadounidense puede utilizar y moverse libremente entre estas zonas de defensa, pero no puede infringir la soberanía danesa en Groenlandia. El acuerdo permanecerá en vigor mientras dure el tratado de la OTAN.  Dinamarca reconoció que sin el acuerdo Groenlandia se acercaría de todos modos a los Estados Unidos, ya sea como país nominalmente independiente o con una afiliación similar a la de Puerto Rico.  El Pentágono le dijo al presidente Dwight Eisenhower que los daneses "se mostraron muy cooperativos al permitir a Estados Unidos bastante libertad en Groenlandia". Un erudito danés escribió más tarde que la soberanía de su país sobre la isla durante la Guerra Fría era ficticia y que Estados Unidos tenía la soberanía de facto. La BBC escribió que el acuerdo de 1951 "en efecto, le dio a Estados Unidos todo lo que quería".

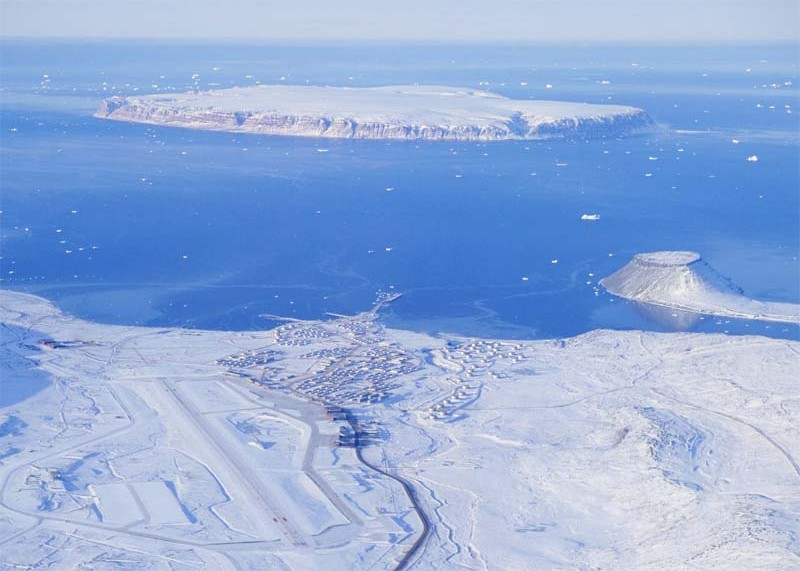
Vista aérea de la base espacial Pituffik con la isla Saunders al fondo y el tómbolo a la derecha

Hacia 1953, durante la Operación Blue Jay, Estados Unidos construyó la base aérea Thule en el norte de Groenlandia.  Desde 1959 la isla formó parte del NORAD. Thule empleaba a más de 1.000 groenlandeses y tenía casi 10.000 efectivos estadounidenses. Esta base y otras 50 bases estadounidenses  cumplían funciones como el seguimiento de submarinos soviéticos en la brecha GIUK.  Camp Century fue un experimento de ingeniería polar que presagiaba la colonización de la Luna. El Proyecto Iceworm, cancelado, habría desplegado 600 misiles Minuteman bajo el hielo. El interés de Estados Unidos disminuyó abruptamente después de la Guerra Fría; los radares NORAD fueron abandonados, "aunque Thule, la base aérea más septentrional de Estados Unidos alberga la... red de sensores, que proporciona alerta temprana de misiles y vigilancia y control espacial". y desde 2004 Thule ha sido la única base de Estados Unidos, con unos pocos cientos de estadounidenses. Según se informa, el desinterés de los Estados Unidos en la isla después de la Guerra Fría decepcionó a muchos groenlandeses; incluso en 2004, las propuestas para que Estados Unidos financiara investigaciones y becas sobre el clima no prosperaron. 
Durante la década de 1970, el vicepresidente de los Estados Unidos, Nelson Rockefeller, sugirió comprar Groenlandia para la minería.  La propuesta fue transmitida públicamente por primera vez en 1982 por el redactor de discursos de Rockefeller, Joseph E. Persico, en su libro The Imperial Rockefeller.  En 1975, CL Sulzberger afirmó que la posición general estadounidense era que Groenlandia "debía estar cubierta por la Doctrina Monroe" y opinó que era imposible que la isla funcionara de forma independiente, afirmando que "el 25 por ciento de los isleños sufren de enfermedades venéreas ".  En 1990, Patrick Buchanan sugirió que la expansión estadounidense para incluir Groenlandia no era "un sueño tan descabellado" y que sólo requería "paciencia". 

### SigloXXI
Estados Unidos, Rusia y China aumentaron su atención a la geopolítica de Groenlandia y el Ártico a principios del siglo XXI. La secretaria de Estado estadounidense, Hillary Clinton, y su homólogo ruso, Serguéi Lavrov, asistieron a la reunión de los Cinco del Ártico en 2010. En 2019, Rasmus Nielsen, de la Universidad de Groenlandia, dijo: “En los últimos años hemos podido observar un mayor interés y una mayor implicación de Estados Unidos [en Groenlandia]. Se puede sentir que Estados Unidos está realmente despertando a la realidad del Ártico, en parte debido a Rusia, en parte debido a China”.

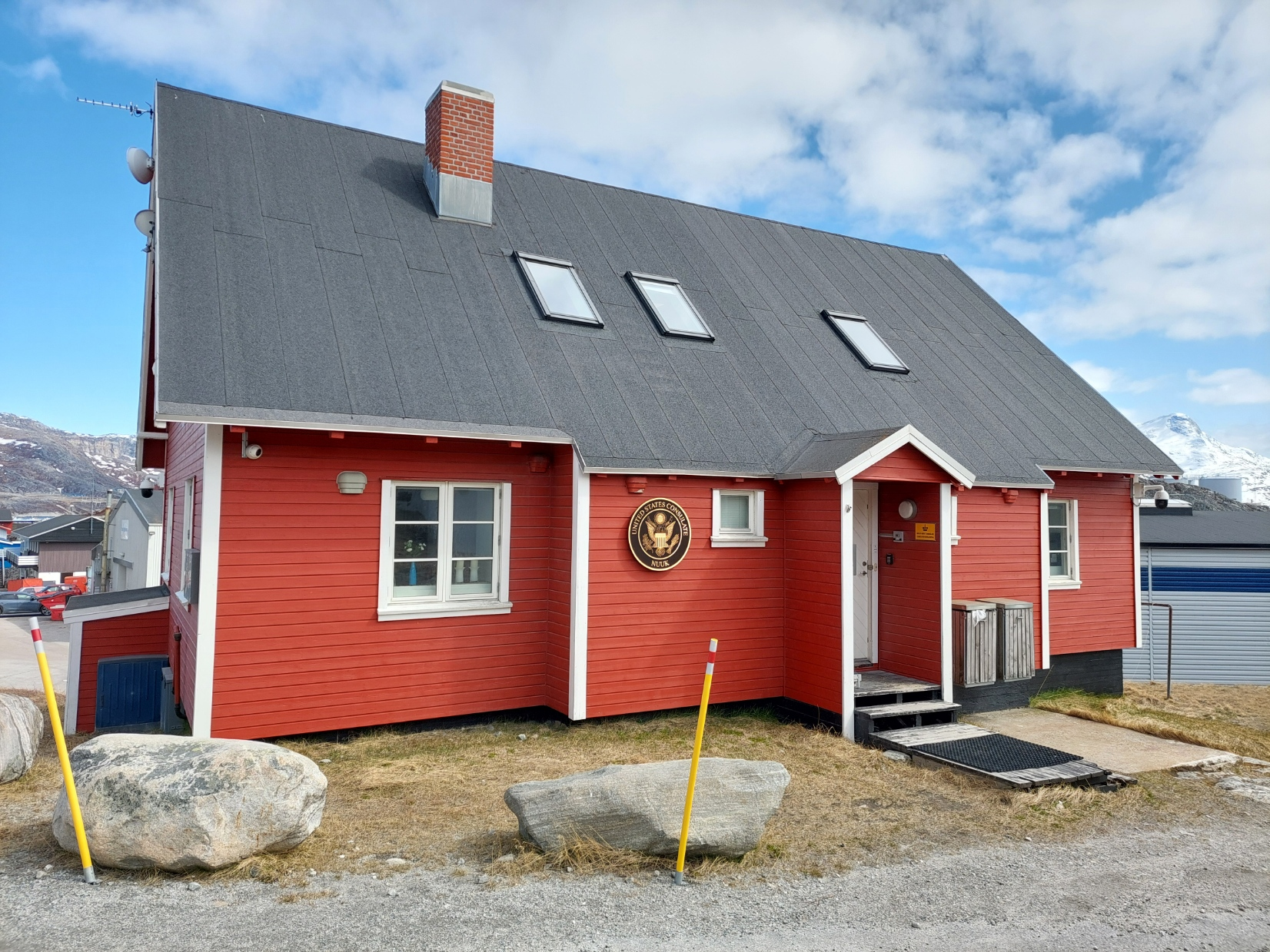
En 2020, Estados Unidos abrió un consulado en Groenlandia (en la foto) por primera vez en más de 60 años.

El embajador estadounidense en Dinamarca, James P. Cain, escribió en 2007 que la independencia de Groenlandia era inevitable. Su país tiene la oportunidad de influir en la estructura de una nueva nación, por lo que debería prepararse comunicándose directamente con Groenlandia a medida que la isla gana autonomía. Los actuales programas educativos, culturales y científicos estadounidenses fortalecieron las relaciones con el futuro país y mantuvieron a China alejada, escribió Cain.
La isla sigue siendo importante para la seguridad de Estados Unidos y la OTAN; Walter Berbrick, del Naval War College, dijo en 2019: "Quien controle Groenlandia controlará el Ártico. Es el lugar estratégico más importante del Ártico y quizás del mundo".  Estados Unidos destaca la geografía norteamericana de Groenlandia, y funcionarios diplomáticos y militares estadounidenses y el Servicio Geológico de los Estados Unidos (USGS) visitan a menudo la isla.  En 2018, los estadounidenses restablecieron la Segunda Flota de los Estados Unidos, responsable del Atlántico Norte; Berbrick propuso basar la flota en Groenlandia,  y el subsecretario de Defensa para Política, John Rood, firmó un acuerdo para invertir en infraestructura de doble uso. Henrik Breitenbauch, de la Universidad de Copenhague, dijo que el acuerdo, que Groenlandia acogió con agrado, formaba parte del creciente énfasis estadounidense en la defensa de América del Norte.  La isla podría ser el lugar donde Estados Unidos construya el nuevo puerto estratégico en el Ártico que exige la Ley de Autorización de Defensa Nacional para el Año Fiscal 2020.
En 2019, Groenlandia solicitó a Estados Unidos un reconocimiento aéreo. Planeado antes pero ocurrido después de la propuesta de compra de la administración Trump, la Marina de los Estados Unidos utilizó imágenes hiperespectrales sobre Garðar y el USGS interpretó los datos para buscar recursos minerales.  Groenlandia aceptó en abril de 2020 una subvención estadounidense de 12,1 millones de dólares. En diciembre de 2019, Dinamarca aprobó una solicitud de la administración Trump para un consulado en Groenlandia. Inaugurado durante la Segunda Guerra Mundial y cerrado en 1953, el consulado reabrió sus puertas en junio de 2020,   un día después de que la administración anunciara que construiría una nueva flota de rompehielos. Nick Solheim, del Instituto Wallace para la Seguridad del Ártico, dijo que ambas leyes "son las cosas más monumentales que hemos hecho en materia de política para el Ártico en los últimos 40 años". 

### Propuestas de Donald Trump
Desde 2019, durante su primer mandato, y cada vez más desde que fue elegido para su segundo mandato, Donald Trump ha afirmado repetidamente que Estados Unidos debería tener el control de Groenlandia.   Según se informa, lo considera vital para la seguridad nacional estadounidense y una manera de fortalecer su legado histórico como presidente, de manera similar a cómo su predecesor William McKinley adquirió nuevo territorio para los Estados Unidos.

#### Primera presidencia

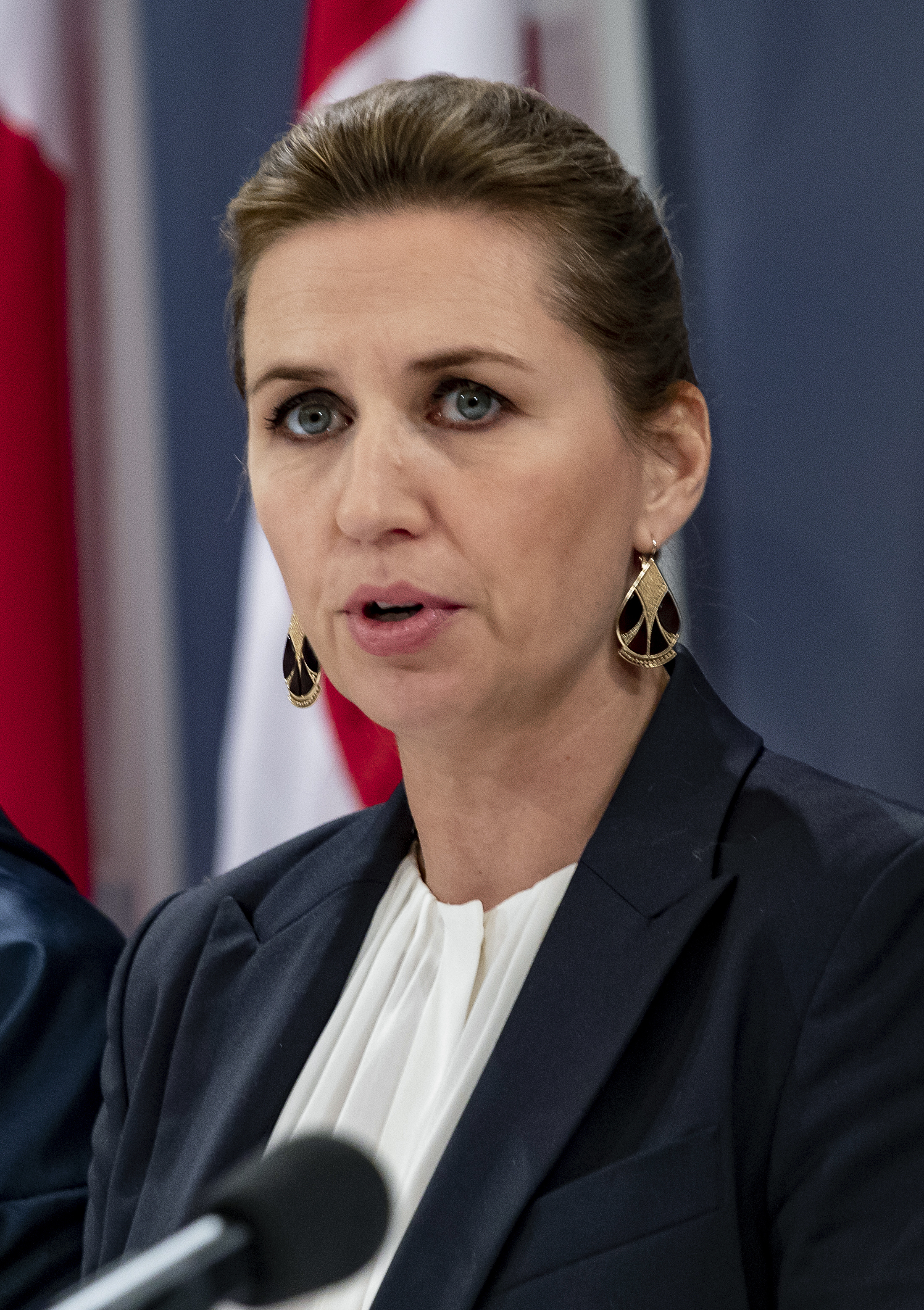
En 2019, el presidente estadounidense Donald Trump retiró la aceptación estadounidense de una invitación para una visita de Estado a Dinamarca debido a los comentarios de Mette Frederiksen (en la foto) que rechazaba la posibilidad de comprar Groenlandia.

Según se informa, Trump ha discutido la adquisición de Groenlandia desde 2017.  Durante su primera presidencia, Ron Lauder sugirió a Trump que Estados Unidos comprara Groenlandia y se ofreció a actuar como canal de contacto con el gobierno danés. Trump afirmó más tarde que la idea fue su inspiración personal y encargó al asesor de seguridad nacional, John Bolton, que la estudiara. Bolton encargó a Fiona Hill que trabajara en la propuesta, reunió un pequeño equipo para discutir las opciones y mantuvo conversaciones secretas con el embajador de Dinamarca. Trump sugirió repetidamente tomar dinero federal para que Puerto Rico compre Groenlandia, y discutió la posibilidad de intercambiar la isla por el territorio. Trump dijo más tarde a los periodistas del New York Times Peter Baker y Susan Glasser en una entrevista para su libro, The Divider, que estaba enamorado del acuerdo por el tamaño de la isla, y pensó que era un gran negocio inmobiliario que aseguraría su lugar en la historia.  
Trump discutió la idea de comprar Groenlandia con asesores de alto rango   y el senador Tom Cotton, quien propuso comprar la isla al embajador danés Lars Gert Lose en agosto de 2018.  El geólogo australiano Greg Barnes discutió sobre las tierras raras de la isla con 20 funcionarios de la administración en la Casa Blanca en julio de 2019.  Según se informa, los partidarios de una adquisición dentro y fuera de la administración Trump, incluida la Oficina de Océanos y Asuntos Ambientales y Científicos Internacionales, discutieron la ampliación de la asociación estadounidense con la isla, incluida una posible compra. Un funcionario afirmó que Estados Unidos puede subsidiar a Groenlandia por mucho más de lo que Dinamarca puede hacerlo, en enero de 2020, el subsidio era menor que el presupuesto anual de El Paso, Texas.  Cotton dijo que le sugirió la compra al presidente debido a la importancia de la isla para la seguridad nacional estadounidense y su gran potencial económico. "Quien no pueda ver eso está cegado por la síndrome de trastorno de Trump ", dijo Cotton. 
Cuando el Wall Street Journal informó sobre las discusiones de Trump en agosto de 2019, la primera ministra de Groenlandia, Kim Kielsen, la ministra de Asuntos Exteriores de Groenlandia, Ane Lone Bagger, los representantes de Groenlandia en el Parlamento de Dinamarca, la primera ministra de Dinamarca, Mette Frederiksen, el anterior primer ministro de Dinamarca y líder de facto de la coalición opositora, Lars Løkke Rasmussen, y miembros de otros partidos, desde la extrema izquierda Alianza Roja-Verde hasta el ultraderechista Partido Popular Danés, rechazaron una venta. Las declaraciones variaron desde simples comentarios diplomáticos como que "Groenlandia no está en venta" hasta fuertes negativas que calificaron la idea de vender Groenlandia y su gente de "completamente ridícula". Algunos políticos sugirieron que la propuesta de Trump de comprar Groenlandia tenía que ser una broma.   Frederiksen, ya en Groenlandia, dijo: "Es una discusión absurda" porque "Groenlandia no está en venta. Groenlandia no es danesa. Groenlandia es groenlandesa".  La primera ministra enfatizó el deseo de Dinamarca de continuar con relaciones estrechas entre Dinamarca y Estados Unidos, afirmando que estaba abierta a aumentar la presencia militar estadounidense.
El 20 de agosto de 2019, Trump canceló una visita de Estado planificada de Estados Unidos a Dinamarca debido a las declaraciones de Frederiksen que rechazaban la posibilidad de una venta.  La cancelación se produjo poco después de que Carla Sands, la embajadora estadounidense, tuiteara que "Dinamarca está lista para la visita del POTUS @realDonaldTrump. Socio, aliado, amigo", y supuestamente sorprendió al gobierno danés; según el New York Times, Dinamarca estaba desconcertada por la noticia.  El gobierno danés comunicó rápidamente a Estados Unidos su apoyo a la política estadounidense, incluso en el Ártico; al día siguiente, Frederiksen invitó a una "cooperación más fuerte" con Estados Unidos en asuntos del Ártico.  Después de reiterar que Groenlandia no estaba en venta, Frederiksen repitió su declaración sobre la importancia de la alianza con Estados Unidos en inglés para asegurarse de que los funcionarios estadounidenses escucharan sus palabras. El intento danés de apaciguar al país más grande aparentemente funcionó; más tarde ese día, el secretario de Estado de los Estados Unidos, Mike Pompeo, telefoneó al ministro de Asuntos Exteriores danés, Jeppe Kofod, elogiando la cooperación danesa-estadounidense en la región del Ártico, incluida Groenlandia, y la alianza entre los dos países. Ambos también confirmaron su intención de fortalecer la cooperación en la región.   El analista danés Kristian Mouritzen dijo que Pompeo ayudó a Frederiksen a "suavizar las cosas con Trump", evitando lo que "se estaba convirtiendo en un problema muy grande para Dinamarca". 
Un diplomático en Pekín dijo que Trump probablemente estaba pensando en China cuando ofreció comprar Groenlandia.  El interés del presidente demuestra que "Estados Unidos no tiene intención de abandonar Groenlandia, algo que no puede hacer ni Dinamarca ni nadie más" desde 1941, afirmó Bo Lidegaard. "Así es como funciona un mundo en el que, en última instancia, los más fuertes son los que deciden", siendo China y Rusia alternativas peores, añadió.  Andreas Bøje Forsby, de la Universidad de Copenhague, dijo que el interés de Trump era "una señal muy clara tanto para China como para Dinamarca de que Groenlandia es parte de una zona estratégica estadounidense exclusiva". El almirante Nils Wang, exjefe de la Marina Real Danesa, dijo que "el enfoque de Trump puede ser disparatado, pero envía un mensaje serio a Rusia y China: no se metan con nosotros en Groenlandia. Esto es un cambio radical". 
Los partidarios de la compra estadounidense no mencionan el movimiento independentista de Groenlandia en los documentos oficiales para no molestar a los daneses. Debido a que la isla puede declarar su independencia, puede afiliarse a los Estados Unidos. "La única forma en que Trump podría comprar Groenlandia sería si les hiciera una oferta que no pudieran rechazar", dijo Ulrik Pram Gad, de la Universidad de Aalborg. Jon Rahbek-Clemmensen, del Real Colegio de Defensa de Dinamarca, predijo negociaciones difíciles para Dinamarca. Se esperaba que la isla buscara beneficios diplomáticos y financieros de Dinamarca y los Estados Unidos, y que Groenlandia y los Estados Unidos posiblemente negociaran bilateralmente.  The London Globalist estuvo de acuerdo en que debían negociar sin Dinamarca y sugirió que "Estados Unidos debería dejar en claro que... este [subsidio] se ampliará enormemente, por más burdo e indecoroso que sea este instrumento".
Los isleños podrían aprovechar la posibilidad de la afiliación estadounidense al negociar con Dinamarca, dijo Thorsten Borring Olesen de la Universidad de Aarhus. Poul Krarup, redactor jefe de Sermitsiaq, dijo que el interés estadounidense inició un nuevo debate interno que podría resultar en que la isla se vuelva más autónoma o independiente de Dinamarca. Dijo que los groenlandeses no quieren vender a Estados Unidos sino cooperar como socio igualitario, y sugirió que Trump visite la isla en lugar de Dinamarca para negociar. Aunque la mayoría de los groenlandeses prefieren Dinamarca a Estados Unidos, la mayoría prefiere este último a China. Otro groenlandés esperaba que el interés de Trump hiciera que Dinamarca "despertase y mostrase algo de respeto a Groenlandia. Muchos daneses piensan que todos aquí son simplemente inuit borrachos. Pero ahora que Estados Unidos quiere comprarnos, tal vez puedan ver que hay mucho de valor aquí". Un tercero dijo que "durante cientos de años [los daneses] ganaron muchos, muchos miles de millones de coronas de Groenlandia" mientras descuidaban a los groenlandeses, y esperaba que la atención estadounidense les daría más poder al negociar con Dinamarca.
Krarup dijo que los groenlandeses, a quienes Trump ofendió con su oferta, también estaban enojados con Dinamarca por discutir sobre Groenlandia sin ellos. Aunque Trump necesitaba "cambiar [su] actitud", Krarup esperaba que el interés del presidente cambiara la situación política de la isla. Entre los políticos groenlandeses, la diputada delFolketing Aaja Chemnitz Larsen dijo que el gobierno danés ya estaba tratando a su isla de manera diferente debido a Trump. La declaración de Frederiksen "Groenlandia no es danesa. Groenlandia es groenlandesa" fue, según Gad, la primera vez que un primer ministro danés dijo que la isla tenía algún control sobre cuestiones exteriores o de seguridad.  Pele Broberg, del Partido Naleraq, afirmó que con la voluntad estadounidense de reemplazar el subsidio danés, Groenlandia tenía una alternativa al desinterés danés en la independencia de Groenlandia. Al rechazar una compra, afirmó que Dinamarca no es mejor que Estados Unidos, que ya puede hacer lo que quiera en Groenlandia. Propuso que la isla iniciara el proceso de independencia según la legislación danesa y negociara directamente con Estados Unidos el apoyo militar y financiero estadounidense.    Steen Lynge de los demokraatit estuvo de acuerdo y afirmamó que Groenlandia debería aprovechar la oferta de Trump para independizarse del subsidio danés.

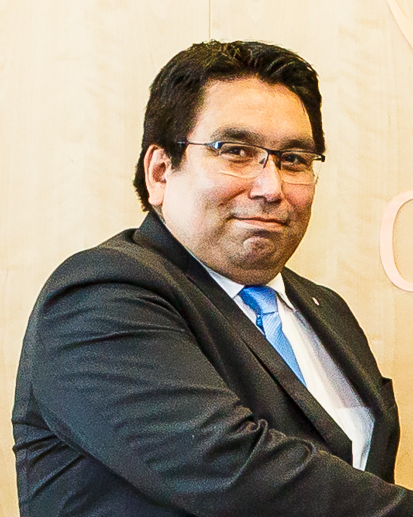
El político danés Søren Espersen acusó al ministro de Finanzas de Groenlandia, Vittus Qujaukitsoq (en la foto), de eludir a Dinamarca y entablar negociaciones secretas con funcionarios estadounidenses sobre el futuro de la isla.

Tillie Martinussen, del Suleqatigiissitsisut, no estuvo de acuerdo con reemplazar el subsidio danés por el de otro país, y advirtió sobre los riesgos que una afiliación a los Estados Unidos implica para la educación y la atención médica de la isla.  Siumut calificó la propuesta de Broberg de inapropiada y afirmó que Groenlandia necesitaba independizarse sin ningún subsidio y que la isla debería cooperar más con Dinamarca y Estados Unidos. El Partido Atassut dijo que era preferible permanecer dentro del Reino de Dinamarca, ya que el subsidio, otras ayudas danesas y la representación en el Folketing serían algunos de los beneficios que Groenlandia perdería con una afiliación estadounidense.  Søren Espersen, del Partido Popular Danés, calificó de ingenuo a Broberg por querer abandonar el reino, afirmando que "Estados Unidos se tragará Groenlandia de un solo bocado" después de la independencia y no reemplazará el subsidio danés. El exministro de Asuntos Exteriores Martin Lidegaard, del Partido Social Liberal danés, también desaconsejó que Groenlandia negociara un subsidio estadounidense, ya que "Estados Unidos no es un tipo de nación que da algo gratis".  Aqqaluk Lynge —exjefe de la Conferencia Circumpolar Inuit— se opuso a la afiliación a los Estados Unidos, describiendo la oferta como un ataque a la soberanía danesa y a la independencia de Groenlandia. 
Los isleños esperaban que la publicidad del interés de Trump aumentara la inversión extranjera y el turismo en Groenlandia.  Una empresa inmobiliaria de Nuuk informó que las consultas internacionales aumentaron de una o dos al año a 10 en la semana posterior a la propuesta de Trump.  Krarup afirmó que el presidente "nos ha hecho un favor: ha hecho que Groenlandia sea conocida en todo el mundo. La mejor publicidad que podíamos conseguir". La isla necesita inversión estadounidense y subsidios para aeropuertos, carreteras y rutas aéreas de Estados Unidos, dijo Krarup, lo que también haría que Groenlandia fuera más independiente de Dinamarca. Después de que el presidente bromeara diciendo que no construiría una Torre Trump allí, las agencias de viajes nórdicas vieron un interés significativamente mayor en el turismo en la isla;  Krarup dijo que los groenlandeses disfrutaron de la broma y la interpretaron como que Trump dijo que no quiere destruir la cultura groenlandesa, muchos respondieron en las redes sociales con "Make Greenland Great Again". La oficina de turismo de Groenlandia incluyó en su sitio web la oferta de Trump y el interés previo de Estados Unidos en la isla. 
Martin Lidegaard, Weekendavisen, Breitenbauch, {R|breitenbauch20190822}} y Hans Mouritzen del Instituto Danés de Estudios Internacionales estuvieron entre quienes dijeron que Trump obligó a Dinamarca a no ignorar a Groenlandia como de costumbre y a imaginar a los dos por separado.  Kielsen y Frederiksen probablemente apoyarán bases estadounidenses adicionales; Breitenbauch dijo que debido a que Estados Unidos es el socio de seguridad más importante de su país, describió como una pesadilla para Dinamarca la posibilidad de que Trump le exija elegir entre cumplir con la declaración de la cumbre de Newport de 2014 de gasto de defensa en un 2% del PIB, o mantener Groenlandia. Independientemente de que la isla sea independiente o esté afiliada a Dinamarca o Estados Unidos, dijo Breitenbauch, Estados Unidos continuará con su supremacía militar y restringirá las inversiones extranjeras que afecten la seguridad nacional.
La reapertura del consulado aumentó la influencia estadounidense sobre los isleños, y fue coherente con la propuesta de Cain de 2007 de comunicarse directamente con Groenlandia. El vicepresidente de los Estados Unidos Mike Pence dijo que su reapertura era "la culminación de los esfuerzos de la administración para fortalecer nuestro compromiso en la región del Ártico". Larsen dijo en octubre de 2019 que el consulado era parte de "una masiva ofensiva de encanto de Estados Unidos y de 'poder blando' en la diplomacia", y que debido a la negligencia danesa de sus responsabilidades en Groenlandia, una mayoría en la isla podría apoyar la anexión estadounidense en cinco a diez años.  En noviembre, Espersen acusó al ministro de Finanzas de Groenlandia, Vittus Qujaukitsoq, de mantener negociaciones bilaterales secretas con funcionarios estadounidenses, desafiando la autoridad danesa sobre política exterior y de seguridad. Como parte de la "ofensiva de encanto estadounidense", los embajadores desde Cain en 2007 se habían "preparado metódicamente para el día en que Groenlandia se declarara independiente, para que Estados Unidos pudiera entrar en la isla al mismo tiempo", dijo Espersen. Pidió a Groenlandia que eligiera entre Dinamarca y Estados Unidos.  Qujaukitsoq negó la afirmación y dijo que su agenda de reuniones estadounidenses era pública. Mientras criticaba a Espersen por desconfiar de los funcionarios de la isla, Martin Lidegaard dijo que Estados Unidos tenía "un interés agresivo en... Groenlandia y el Ártico". 
Durante una entrevista en 2021, Trump dijo que, tras la filtración pública de la propuesta por parte de The Wall Street Journal en agosto de 2019, el gobierno danés "perdió su coraje político".  Tom Dans, designado por Trump para la Comisión de Investigación del Ártico de los Estados Unidos, dijo en 2025 que trabajó en Groenlandia hasta el último día de la primera administración de Trump.

#### Segunda presidencia
Una semana antes de la reelección de Donald Trump como el 47.º presidente, Nick Solheim de American Moment, un grupo que se preparaba para la transición, dijo que la propuesta de Trump para Groenlandia había sido seria. Según se informa, Solheim citó la Ley de Asentamientos Rurales, lo que implica que el gobierno alentaría el asentamiento estadounidense en la isla.

Estados Unidos incluyendo Canadá, Groenlandia y la Zona del Canal de Panamá según los diseños expansionistas propuestos por Donald Trump (2024).

Poco después de las elecciones de noviembre de 2024, el aliado de Trump, el representante Mike Collins (GA-10), publicó una foto de Groenlandia en un mapa del colegio electoral como votante republicano en el "Proyecto 2029", sugiriendo que Trump haría otro intento de comprar Groenlandia durante su segundo mandato.  Según se informa, "comprar Groenlandia" apareció en una lista de objetivos de política exterior que el gobierno entrante preparó después de las elecciones, y el equipo de transición ese mes supuestamente comenzó a discutir oportunidades de negocios en Groenlandia con la industria privada. Gad dijo que Groenlandia había discutido con las dos administraciones estadounidenses anteriores su relación y era consciente de quem los "Estados Unidos nunca se marcharían".
El 22 de diciembre, Trump publicó en Truth Social que la "propiedad y control de Groenlandia por parte de Estados Unidos es una necesidad absoluta", citando razones de "seguridad nacional" y "libertad en todo el mundo".    Lo hizo al anunciar el nombramiento de Ken Howery como embajador en Dinamarca; quien se desempeñó anteriormente como embajador de los Estados Unidos en Suecia. El hijo de Donald Trump, Eric Trump, en una publicación en X con el título "¡Estamos de vuelta!", mostró los contornos de mapas del Canal de Panamá, Groenlandia y Canadá como artículos en un carrito de compras de Amazon, junto con una imagen de su padre mirando su teléfono con la misma pantalla abierta.  En respuesta a las declaraciones de la administración entrante de Trump, el primer ministro de Groenlandia, Múte Bourup Egede, escribió: "Groenlandia es nuestra. No estamos en venta y nunca lo estaremos. No debemos perder nuestra larga lucha por la libertad". La primera ministra Frederiksen repitió sus comentarios de 2019, cuando Trump hizo su primera propuesta para comprar Groenlandia. El ministro de Defensa danés, Troels Lund Poulsen, tras los comentarios de Trump, anunció un aumento del gasto en defensa en Groenlandia de una "cantidad de dos dígitos en miles de millones" en coronas (entre 876 y 8.700 millones de dólares estadounidenses). 
La administración entrante de Trump siguió discutiendo públicamente la posibilidad de adquirir Groenlandia en enero de 2025, mientras que las autoridades danesas y groenlandesas insistieron nuevamente en que la isla no estaba a la venta.  En su primer discurso de 2025, el rey Federico X de Dinamarca pareció refutar las ofertas de Trump de poseer Groenlandia,  cuando afirmó: "Estamos todos unidos y cada uno de nosotros está comprometido con el reino de Dinamarca, desde la minoría danesa en el sur de Schleswig y hasta Groenlandia. Pertenecemos juntos". La casa real también ordenó el cambio del escudo de armas real de Dinamarca, para incluir a Groenlandia de forma más significativa en el escudo. 

"People don't even know if Denmark has any legal right to it, but if they do, they should give it up, because we need it for national security." ["La gente ni siquiera sabe si Dinamarca tiene derecho legal a ello, pero si lo tuviera, deberían renunciar a él, porque lo necesitamos para la seguridad nacional".] 
Donald Trump, 6 de enero de 2025

 ras el mensaje navideño de Trump sobre Groenlandia, el ministro de Finanzas groenlandés, Erik Jensen, invitó al presidente electo a la isla (como presidente del Siumut, y no en nombre del gobierno).  El 7 de enero de 2025, Donald Trump Jr. llegó a Groenlandia,  pero no se reunió con Jensen ni con el gobierno groenlandés. Su guía fue Jørgen Boassen, un isleño partidario de Trump que pretende presentarse a las elecciones de abril de 2025 con una plataforma pro-Estados Unidos, aunque también manifestó su oposición a la adquisición estadounidense de Groenlandia. 
Trump Jr. llegó antes de la conferencia de prensa de su padre en Florida, donde Trump anunció que instituiría aranceles "muy altos" contra Dinamarca si se resistía a los intentos de convertir a Groenlandia en territorio estadounidense, cuestionó el estatus legal de la soberanía danesa en Groenlandia y se negó a descartar acciones económicas o militares contra Dinamarca si se negaban, citando razones de seguridad nacional y económica.    Egede llamó a la calma entre los groenlandeses: "Los anuncios de ayer son, por supuesto, preocupantes, pero es necesario que como nación no actuemos precipitadamente".  Trump podría usar la Ley de Poderes Económicos de Emergencia Internacional de 1977 para aumentar los aranceles a los productos daneses, como el medicamento Ozempic de Novo Nordisk; un estudio de 2024 estimó que el PIB de Dinamarca disminuiría un 3% si Estados Unidos impusiera aranceles del 10% a las importaciones de la Unión Europea. Por el contrario, un acuerdo con Dinamarca sobre Groenlandia podría incluir un tratamiento favorable en Medicare y Medicaid para los productos farmacéuticos daneses. 
La llegada de Donald Trump Jr. a Nuuk fue recibida por una multitud de residentes locales, algunos de los cuales se oponían a la idea de la anexión pero asistieron porque "es emocionante recibir visitantes de Estados Unidos".  Durante el viaje del joven Trump, Donald Trump telefoneó a un almuerzo que Trump Jr. tuvo con residentes locales de Nuuk, incluidos residentes sin hogar y socialmente vulnerables  y un traficante de drogas de Nuuk  en el que proclamó que Groenlandia "es un lugar muy especial" y que Estados Unidos "los trataría bien" después de una futura anexión de la isla.  Algunos groenlandeses que participaron en el almuerzo con Trump Jr. llevaban gorras con la leyenda MAGA, asociada al movimiento político de su padre. 
También el 7 de enero, el senador estadounidense John Fetterman dijo que, si bien se oponía a "tomar [Groenlandia] por la fuerza", una adquisición según el mismo modelo utilizado para la Compra de Luisiana o la Compra de Alaska sería una "conversación razonable".  Jared Polis, gobernador de Colorado, se mostró abierto a la propuesta "si es la elección del pueblo de Groenlandia".  Bolton dijo que, si bien apoyaba el objetivo final de la anexión de Groenlandia por parte de Estados Unidos, no estaba de acuerdo con la forma en que Trump lo estaba manejando y sentía que era necesario un enfoque más sensible y delicado.  Si bien reiteró que el objetivo de la isla era la independencia, el miembro del parlamento groenlandés Kuno Fencker dijo que era posible un COFA (pacto de libre asociación) con los Estados Unidos y Dinamarca,  afirmando que "la economía de Groenlandia necesita diversificarse... Por lo tanto, Donald Trump Junior, e incluso su padre y otros (miembros de la administración entrante) de los Estados Unidos son extremadamente bienvenidos aquí en Groenlandia como visitantes... y también tal vez de manera más oficial en el futuro".  El 30 de enero de 2025, el secretario de Estado de Estados Unidos, Marco Rubio, confirmó que cuando Donald Trump dijo que quería comprar Groenlandia, un territorio autónomo danés, "no era una broma". Donald Trump cree que Dinamarca acabará cediendo en la cuestión de Groenlandia.
Las declaraciones de Trump y de funcionarios estadounidenses provocaron lo que el Copenhagen Post describió como una "preocupación generalizada" en Dinamarca.  Frederiksen solicitó una audiencia con Trump para discutir la cuestión de Groenlandia, indicando que estaba optimista de que su solicitud sería concedida.  Su gobierno reiteró en privado a los asesores de Trump que la isla no está a la venta, pero que discutirán aumentar la presencia militar de Estados Unidos o cualquier otra solicitud estadounidense. Dinamarca quiere convencer a Trump de que Estados Unidos no necesita poseer Groenlandia.  Frederiksen se reunió con los líderes de los partidos de la oposición el 9 de enero para discutir la crisis. El diputado de la oposición Rasmus Jarlov criticó su postura de que "Groenlandia pertenece a los groenlandeses" y tenía control sobre su futuro, diciendo que Frederiksen debería haber declarado más enfáticamente que Dinamarca se oponía a la anexión de Groenlandia por parte de Estados Unidos.  La oferta de Trump le dio a Groenlandia la capacidad de utilizar a Estados Unidos y Dinamarca unos contra otros. Jacob Kaarsbo, ex empleado del Servicio de Inteligencia de Defensa de Dinamarca, dijo: "Trump está sacando partido de la iniciativa independentista de Groenlandia. Puedo imaginarme fácilmente un escenario en el que Groenlandia se aleje de Dinamarca después de las próximas elecciones". Peter Viggo Jakobsen, de la Universidad de Dinamarca del Sur, dijo que si Trump ofreciera más dinero que el subsidio danés actual, "puedo fácilmente imaginar que una mayoría de la población declarará la independencia".  Gad dijo que Dinamarca podría ahora estar dispuesta a seguir subvencionando a Groenlandia durante algún tiempo después de la independencia. El 9 de enero, Trump escribió: "A los habitantes de Groenlandia les encantaría convertirse en un estado estadounidense. Puede que a Dinamarca no le guste. Pero no podemos estar demasiado contentos con Dinamarca". Al manifestar su oposición a unirse a los Estados Unidos, Broberg dijo que el interés de Trump en Groenlandia había confirmado la importancia de la isla y que otras naciones podrían ayudarla a independizarse. El 11 de enero, los líderes de los cinco partidos en el Inatsisartut (el Parlamento de Groenlandia) rechazaron la idea de convertirse en parte de los Estados Unidos, aunque expresaron su interés en mantener una buena relación con el país. 
Algunos dirigentes europeos también expresaron su preocupación por la creciente insistencia de Trump en la anexión de Groenlandia. Hablando en nombre de la Federación Rusa, Dmitry Peskov declaró que el Ártico es "una zona de nuestros intereses nacionales" e indicó la oposición de Rusia a cambios en el statu quo. El ministro de Asuntos Exteriores francés, Jean-Noël Barrot, advirtió a Trump de no amenazar las fronteras de la Unión Europea.  El canciller alemán Olaf Scholz, en un mensaje a X, afirmó que "hay inquietud por las recientes declaraciones de los Estados Unidos".
Jacques Hartmann, de la Universidad de Dundee, escribió que incluso si el parlamento danés votara en contra de la independencia de Groenlandia, Dinamarca no podría detener la secesión debido al derecho de la isla a declarar unilateralmente su independencia, algo que Estados Unidos probablemente reconocería. El primer ministro de Groenlandia, Egede, canceló una audiencia prevista con Frederik X, programada para coincidir con la fecha de la visita de Trump Jr., en lo que los funcionarios atribuyeron a un conflicto de programación, pero el Copenhagen Post señaló que "no fue un hecho normal".   La reunión con el rey fue reprogramada poco después y tuvo lugar cuatro horas más tarde de lo planeado inicialmente; el historiador real Sebastian Olden-Jørgensen dijo que Egede reprogramó la reunión para demostrar que no se "inclinó ante Dinamarca".  En una conferencia de prensa conjunta previamente programada para el 10 de enero, Frederiksen y Egede dijeron que la administración entrante de Trump no se había puesto en contacto con ninguno de ellos. "El status quo no es una opción", afirmó este último: "Groenlandia es para el pueblo groenlandés. No queremos ser daneses, no queremos ser estadounidenses. Queremos ser groenlandeses", pero comprendió el interés estratégico de Estados Unidos en su isla. Egede dijo que quería poder hablar con un líder extranjero sin la presencia de un embajador danés. Elisabeth Svane de Politiken pensó que Egede se había vuelto menos estridente recientemente, describiendo su tono como "sí, queremos la independencia, pero a largo plazo". Frederiksen calificó el interés estadounidense en Groenlandia como positivo, ya que hizo que la isla y su país se revalorizaran mutuamente. Dijo que el deseo de independencia de Groenlandia era "legítimo y comprensible", pero que quería que la isla permaneciera dentro del reino.   Gad afirmó que Frederiksen, a diferencia de los gobiernos daneses anteriores, no estaba completamente en contra de un COFA danés con Groenlandia. Ella podría decidir que, dada la discusión sobre Trump, una relación más flexible con la isla es mejor que perder por completo el rol de Dinamarca en el Ártico, dijo el académico. Mientras tanto, Dans y Boassen están organizando una delegación groenlandesa a la segunda toma de posesión de Donald Trump.
Citando el Paso del Noroeste, la brecha GIUK y la defensa contra misiles, el general Philip Breedlove (USAF, retirado) dijo que "garantizar una Groenlandia con inclinación hacia el oeste es extremadamente importante". Si bien afirmó que Estados Unidos no necesitaba poseer la isla para hacerlo y deploró la "dura conversación pública" entre Estados Unidos y Dinamarca, el ex SACEUR dijo que "es increíblemente importante que no permitamos que crezca la influencia rusa y china". El almirante James Stavridis dijo que Groenlandia es una "mina de oro estratégica para Estados Unidos". También ex SACEUR, afirma: "Protege los accesos a nuestro propio país... Está lleno de minerales estratégicos".
El 4 de marzo de 2025, Trump pronunció un discurso ante el Congreso de Estados Unidos en el que reiteró: "De una forma u otra, conseguiremos" Groenlandia.

## Estimaciones del precio de compra de Groenlandia
En agosto de 2019, The Washington Post estimó que el precio de compra de Groenlandia oscilaría entre 200 millones y 1,7 billones de dólares, con una estimación media de 42,6 mil millones de dólares. La cifra más baja se basó en una valoración ajustada por inflación y el monto de lo que Estados Unidos pagó por Alaska, y la cifra más alta se basó en una relación precio-ganancias de 847, que según el periódico podría justificarse en función de las futuras valoraciones de sus depósitos minerales combinadas con la posibilidad de que se convierta en un destino residencial debido a los efectos del cambio climático  y a convertirse en territorio de los Estados Unidos. El FT Alphaville del Financial Times estimó un precio de 1,1 billones de dólares por el territorio. Su análisis de suma de las partes valoró los yacimientos petrolíferos potenciales entre 300.000 y 400 000 millones de dólares, los minerales de tierras raras entre 500.000 y 700.000 millones de dólares y los bienes raíces entre 200 000 y 220 000 millones de dólares. El periódico escribió que Estados Unidos tiene "una historia de adquisiciones de tierras acumulativas", con una tasa interna de retorno del 7,1% para la Compra de Luisiana, del 7,4% para Manhattan y del 9,0% para Alaska.  24/7 Wall Street estimó un precio de compra para Groenlandia de 533 mil millones de dólares, utilizando Wyoming como comparable. "Si Estados Unidos lo quiere por el valor estratégico de su propiedad, tanto en tierra como en alta mar, y para proyectar poder militar, la respuesta es que un valor de 500 mil millones de dólares no es demasiado caro. "Un billón no es una fortuna", concluyó 24/7 Wall Street. 
FT Alphaville reiteró su estimación de 1,1 billones de dólares en 2025.  The Economist dijo sobre su valoración de 50.000 millones de dólares utilizando flujos de caja descontados -una vigésima parte del gasto anual de defensa de Estados Unidos- o alrededor de un millón de dólares por cada residente, sin incluir su valor para la seguridad nacional estadounidense: "Dadas las riquezas y la importancia del territorio, Estados Unidos probablemente podría convertir a cada groenlandés en multimillonario y aún así beneficiarse enormemente de la compra". David R. Barker estimó un precio de compra de entre 12.500 y 77.000 millones de dólares, señalando que si Groenlandia beneficiaba a la seguridad nacional, "su valor aumenta con el tamaño de la economía estadounidense". Nikola Swann, de la consultora de crédito SwissThink, explicó que la riqueza mineral de la isla es aún más importante debido a la presencia militar estadounidense. Barker pensó que la estimación del Financial Times era demasiado alta porque el gobierno y la industria privada compartirían los beneficios de los derechos de perforación y minería. Swann dijo que la importancia de los productos farmacéuticos para la economía danesa fortaleció la amenaza arancelaria de Trump.  Todos coincidieron en que la compra de Groenlandia sería "el negocio del siglo". 

## Propuestas de gobernanza
Se han presentado varias propuestas para la gobernanza de Groenlandia en caso de que Estados Unidos la anexara.
El exasesor de seguridad nacional de Estados Unidos, Robert O'Brien, ha sugerido que Estados Unidos podría conceder Groenlandia a Alaska, señalando que "los pueblos nativos de Groenlandia están estrechamente relacionados con los pueblos de Alaska".  Un informe publicado por Audubon concluye que armonizar el sistema jurídico de derecho consuetudinario de Alaska con el derecho civil danés utilizado en Groenlandia plantearía problemas y que "las poblaciones indígenas podrían enfrentar desafíos relacionados con los derechos, la preservación cultural y la integración social".  El informe también concluyó que la fusión de los dos países ofrecería "varias ventajas para Estados Unidos, que abarcan los ámbitos económico, estratégico y ambiental". 
Barry Scott Zellen, un experto en estrategia para el Ártico en la Academia de la Guardia Costera de Estados Unidos, ha sugerido que Groenlandia podría convertirse en un territorio organizado y no incorporado de los Estados Unidos, pero con un camino claro hacia su eventual admisión como estado constituyente, "no muy diferente de lo que siguió Alaska".  Según Zellen, "los inuit de Groenlandia, que padecen un largo legado de abandono y cuya experiencia colonial, a pesar de recientes avances en autonomía, no ha sido enteramente positiva, pueden de hecho beneficiarse de muchas maneras" de este acuerdo. 
En noviembre de 2024, Alex Gray, exjefe del gabinete del Consejo de Seguridad Nacional de Estados Unidos, propuso que una Groenlandia independiente firmara un pacto de libre asociación (COFA) con Estados Unidos que garantizaría la asistencia económica y militar estadounidense, y lo describió como "el acuerdo del siglo".   Según se informa, los funcionarios de Trump discutieron la creación de un COFA, y los groenlandeses están al tanto de la propuesta. 
En un artículo publicado en The Volokh Conspiracy, Josh Blackman sugirió que, en un escenario posterior a la anexión, el Congreso de los Estados Unidos podría colocar a Groenlandia dentro del quinto circuito judicial, cuyos jueces, opinó, podrían ser más favorables a permitir la extracción de recursos. 

## Anexión coercitiva
Durante una conferencia de prensa el 8 de enero en el Pentágono, Sabrina Singh se negó a responder a la pregunta de un periodista que preguntó "¿Hay planes para tomar Groenlandia por la fuerza si se les ordena hacerlo?", diciendo que dejaría los comentarios sobre el asunto para "la administración entrante". 
Según el investigador de defensa Kristian Søby Kristensen, de la Universidad de Copenhague, Dinamarca "no puede defender Groenlandia contra nadie por sí sola" y las fuerzas armadas danesas "no están equipadas ni entrenadas para resistir una invasión estadounidense". Gad comentó que una adquisición de Groenlandia apoyada por el ejército de Estados Unidos "sería la guerra más corta del mundo, no hay capacidad defensiva en Groenlandia".  Marc Jacobsen, profesor de la Real Escuela de Defensa de Dinamarca, opinó que "Estados Unidos ya tiene el control de facto [de Groenlandia]". 
En enero de 2025, un portavoz de la Comisión Europea declaró que Dinamarca podría invocar las disposiciones de defensa mutua de la Unión Europea en caso de una invasión estadounidense de Groenlandia, aunque Daniel Fiott, de la Escuela de Gobernanza de Bruselas, señaló que tal apelación "no tiene sentido en su forma actual, ya que no hay una fuerza militar genuina detrás de ella". También es una incertidumbre legal si Dinamarca podría invocar la cláusula de defensa mutua de la OTAN para repeler un ataque llevado a cabo por otro estado de la OTAN. Una explicación publicada por In Casu Magazine postula que un miembro de la OTAN que se resistiera a un ataque de un segundo estado de la OTAN, por lo tanto, también estaría atacando al miembro agresor de la OTAN, lo que "significaría que ambos países activarían esta cláusula".

## Opinión pública
Una encuesta realizada en enero de 2025 entre 416 personas en Groenlandia por la empresa estadounidense Patriot Polling encontró que el 57,3 por ciento de los encuestados apoya que Estados Unidos adquiera Groenlandia, mientras que el 37,4 por ciento se opone. El jefe de la organización, Lucca Ruggieri, fue criticado debido a sus vínculos con donantes y políticos republicanos.  Según The Hill, esta fue la primera encuesta no estadounidense de Patriot Polling. La encuesta S. y la empresa tienen una clasificación más baja en las calificaciones de los encuestadores de FiveThirtyEight. 